# Товариство «Перелітні птахи»

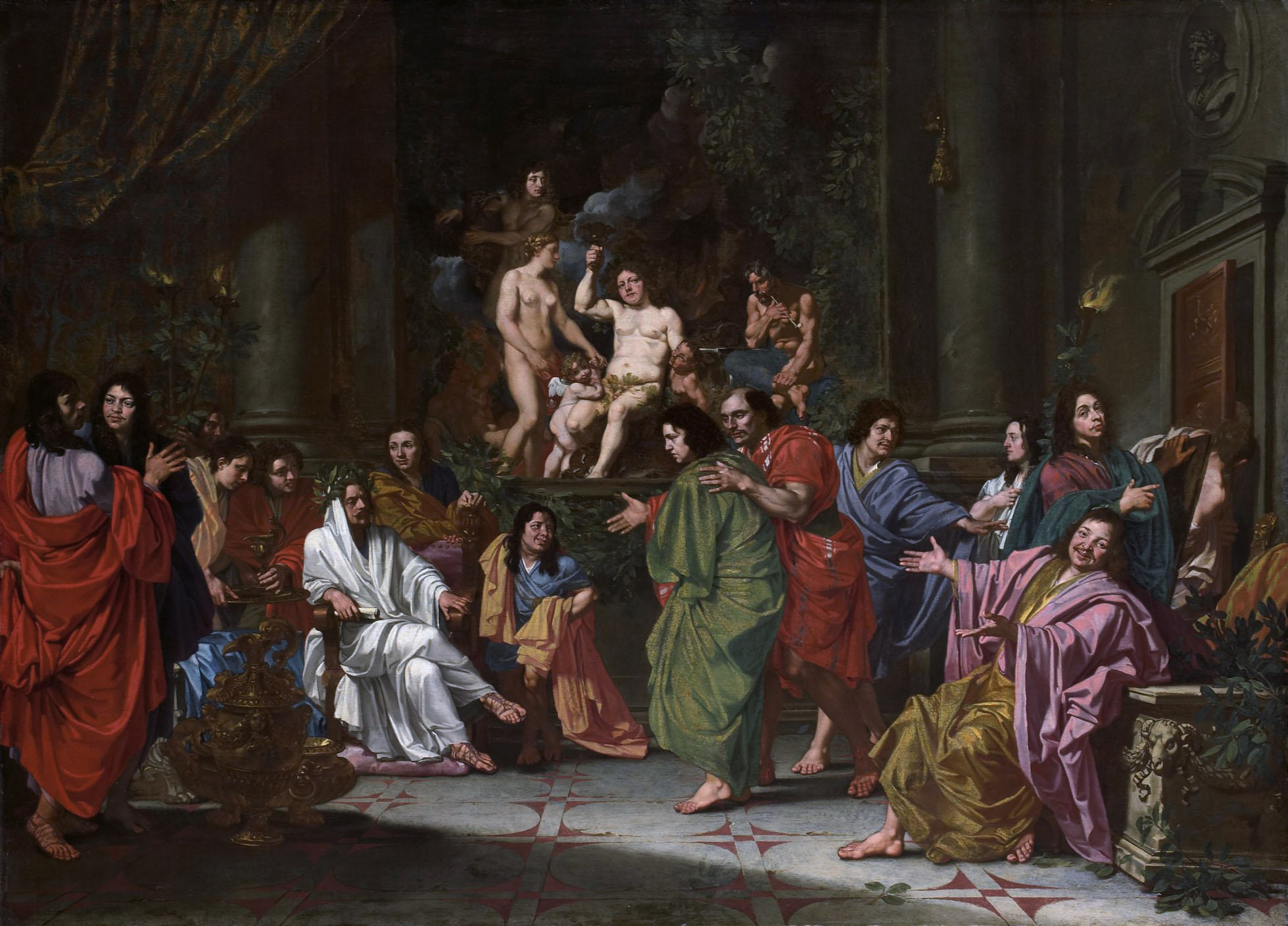
Невідомий художник. "Посвята в товариство «Перелітні птахи», 1660 рік, Державний музей (Амстердам)

Bentvueghels (дан.), укр. «Перелітні птахи» — товариство іноземних художників, що прибули в католицький Рим з північних країн (переважно протестантських) з метою знайомства зі скарбами мистецтва, з метою удосконалення власної майстерності.

## Історичні дані

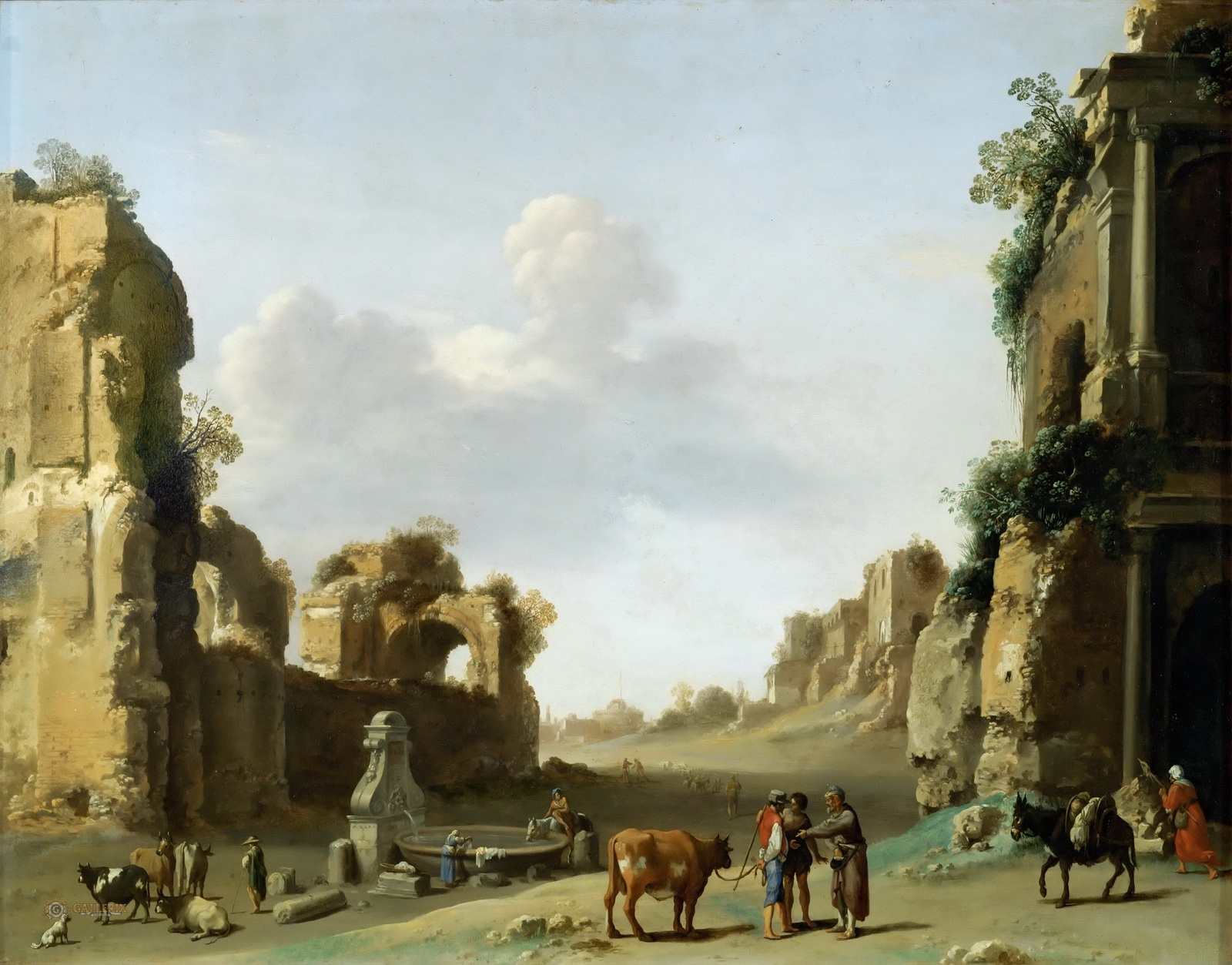
Корнеліс ван Пуленбург. «Римський Форум у 1620 році», 1620, Лувр, Париж.

Товариство «Перелітні птахи» було соціальною організацією іноземних художників (часто протестантів) в чужому соціальному та релігійному оточенні в папській столиці. Його мета — обмін ідеями та інформацією, важливою для виживання в католицькому Римі, товариська підтримка колег на час перебування в Римі (іноді матеріальна і юридична на випадок конфліктів), захист власних прав від папської академії Св. Луки, де гуртувались італійські митці—конкуренти. Товариство «Перелітні птахи» було автономною, незалежною організацією від папської академії Св. Луки і як неприбуткова організація — не сплачувала податків папській адміністрації. Бо важко заробляли гроші на продажу власних робіт. Хоча відомі нечасті випадки, коли художник був членом обох спілок (голландець Пітер ван Лар).
Часовий проміжок існування товариства — від 1620 до 1720 року, коли за наказом папи римського опозиційне товариство художників-іноземців було остаточно ліквідоване.

## Фаховий склад

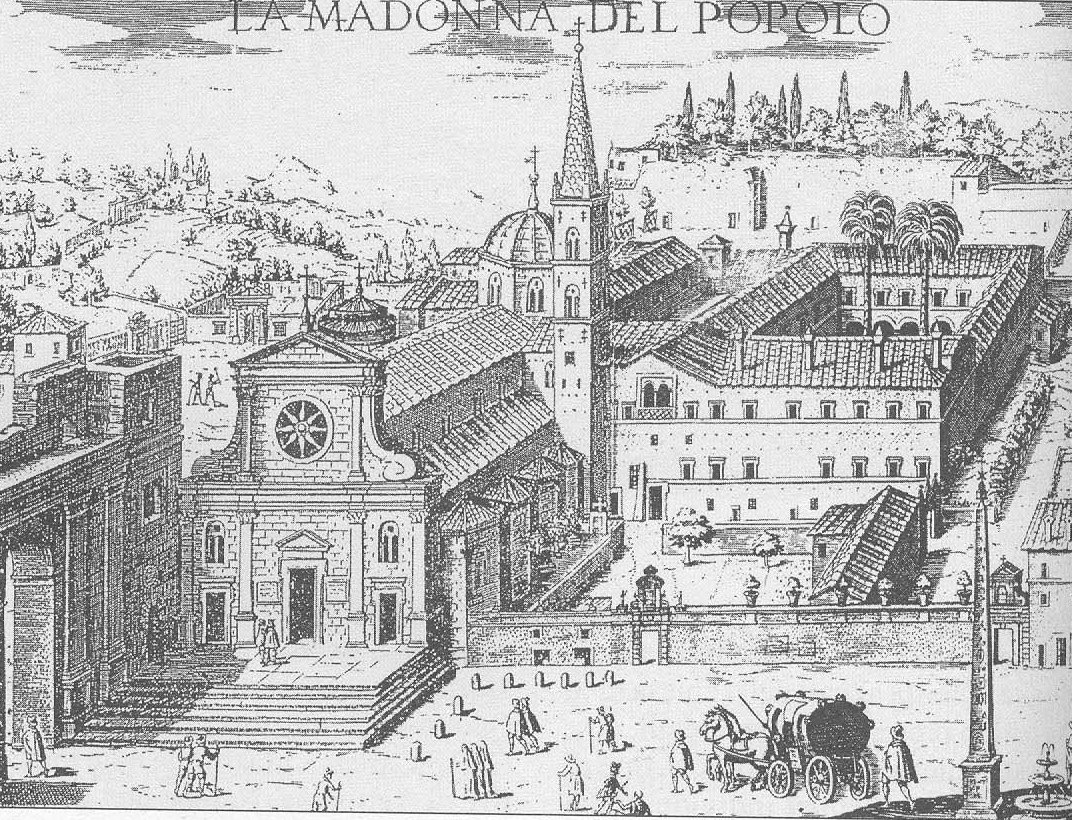
Санта Марія дель Пополо, гравюра 1625 року

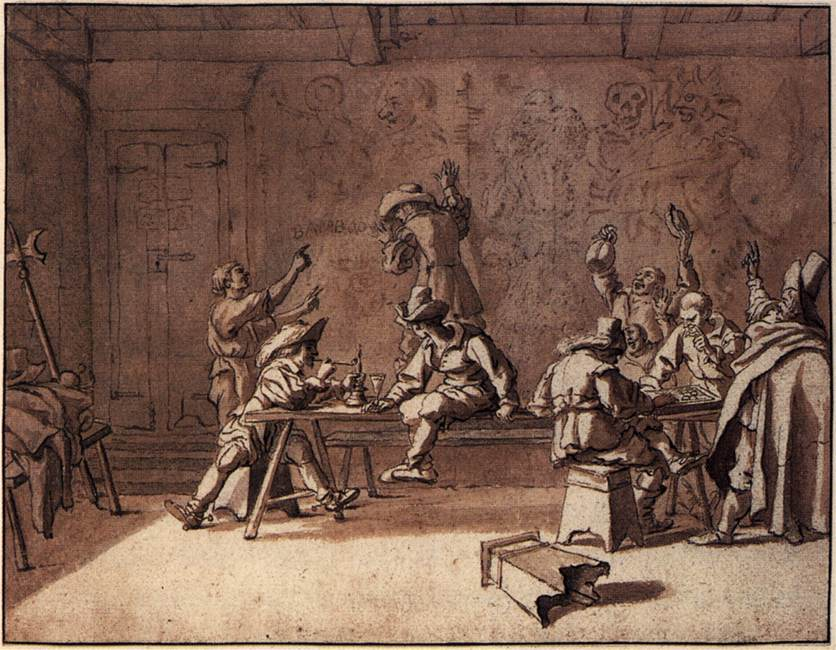
Пітер ван Лар. «Художники товариства «Перелітні птахи» в італійській таверні», малюнок 1625 р.

Дещо незвичною особливістю товариства художників був його фаховий склад. Окрім живописців товариство залучало представників і інших професій, серед яких — гравери, скульптори, іноді цирюльники, ювеліри і навіть поети.
Товариство обслуговувало потреби художників, що гуртувались в північній частині Риму навколо церков Санта Марія дель Пополо та Сан Лоренцо ін Лучіна неподалік пагорбу Пінчіо. Ще не виробились остаточні традиції товариства, ще не ведуть записів чи протоколів зустрічей, ще не має власного писаря і власного архіву бадьоре товариство митців, здатних реготати, необережно жартувати, залити пельку і розмалювати карикатурами стіни чергової таверни. За попередніми підрахунками через товариство в Римі пройшло десь чотириста вісімдесят (480) митців. Невеличкий і незвичний протокол таки був — ним стала стіна в римській церкві Санта-Констанца. На ній і викарбувані імена неофітів, що прийняті до товариства. Але там не всі, тобто перелік — неповний. Ці стародавні графіті та спогади художників у мемуарах — єдиний архів товариства.

## Традиція посвяти
Неофіти проходили ритуал ініціації. Члени товариства перевдягались у тоги-простирадла, одягали вінки на голови, аби представляти богів на жартівливому «Олімпі». Посвята іноді тривала цілу добу, переростаючи в нешляхетний бенкет з криками і витівками. Новачок мав пригощати вином усе товариство і отримував нове ім'я-прізвисько. Зазвичай це були імена античних богів чи міфічних героїв, тим паче що їх було багато (Гектор, Амур, Мелеагр, Кефал, Орфей, Пірам). Деякі з псевдонімів були вкрай нешляхетні. Вакхічні посвяти закінчувалися ходою до церкви Санта-Констанца, яку члени товариства вважали античним храмом Вакха, практично свого покровителя. Храм мав саркофаг з вакхічними рельєфами, який так полюбляли члени товариства. Вино пилося вже біля античного саркофага, який пізніше з міркувань безпеки і збереження передали у Ватикан.
Сцену посвяти неофіта в товариство і подав невідомий художник в картині 1660 року, що зберігає нині Державний музей (Амстердам). Так, в реальній посвяті Зандрарта брали участь німці і французи, фламандці і італійці. Голландський художник Корнеліс де Брейн теж зробив опис ритуалу посвяти, що мав пройти у 1674 році, а потім зробив серію гравюр, яку оприлюднив у 1698 році.

## Стосунки «перелітних птахів» і академії Св. Луки
Стосунки між «перелітними птахами» і членами академії Св. Луки (за якою стояли папа римський і його уряд) були досить непрості. Якщо приборкати італійських майстрів удавалося, «купуючи» їх покору офіційними замовами чи меценатством, «купуючи» офіційним визнанням через членство в академії, то з «перелітними птахами» цього не вийшло. Наступ на них провів вже могутній папа римський Урбан VIII, понтифік у 1623–1644 роках. Спроби обтяження папою художників-іноземців податками, як і членів академії Св. Луки, призвели до потужного спротиву. Він розтягся на роки і кінець кінцем Академія Сан Лука програла. Це була значна поразка академії, що намагалася заборонити продаж картин художників-іноземців просто на вулицях Риму. Іноземці відвоювали власне право продати твір і хоч щось заробити на життя без додаткового податку, адже картина — це не цегла на поточному виробництві. Автономність товариства не завжди переростала у відкритий спротив, випадки якого теж були. Інакше б товариство здебільшого художників-протестантів не проіснувало в католицькому оточенні сто років. Але їх чужерідність, автономність відчувалась роками. Край цьому «казакуванню» непідкорених художників-іноземців і поклав рішучий наказ папи римського Климента ХІ про розпуск товариства у 1720 році. На жаль, ніхто не поклопотався про створення архіву товариства чи про створення повного списку його членів.

## Представники художнього товариства

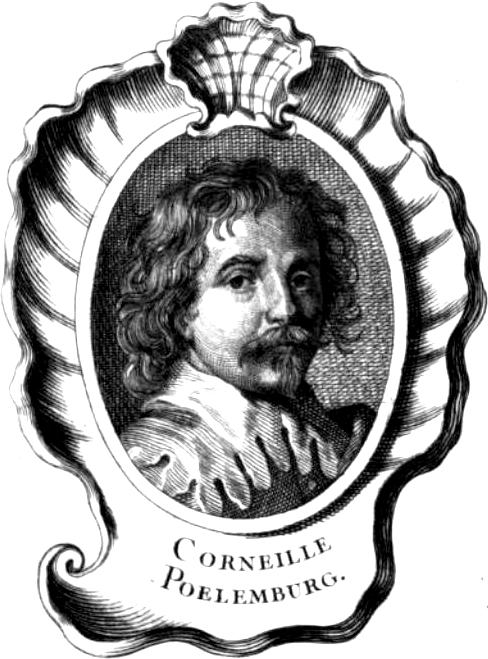
Корнеліс ван Пуленбург

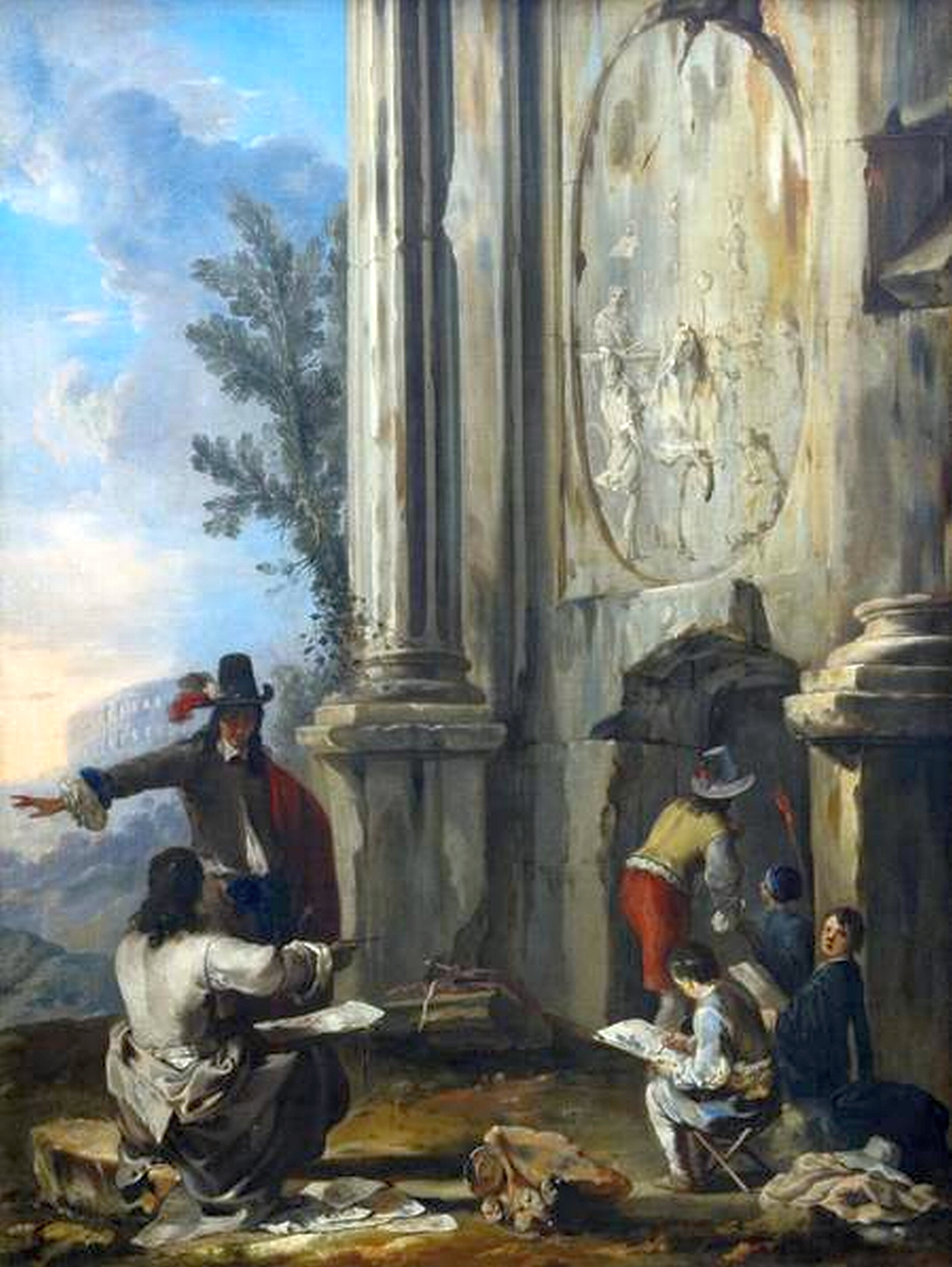
Йоган Шенфельд «Молоді художники замальовують руїни в Римі», до 1635, Галерея німецького бароко (Аугсбург)

Засновниками товариства вважають голландських пейзажистів Корнеліса ван Пуленбурга та Бартоломеуса Бренберга. Поряд з ними був і Паулюс Бор, що прибув у Рим з міста Амерсфорт. Відома активна участь в товаристві і художника Пітера ван Лара, що брав в ньому участь з 1625 року, вже після заснування товариства.
Членом товариства був і німецький художник Йоахим фон Зандрарт, що довгий час жив і працював у Нідерландах. Зандарт відрізнявся від решти митців гострим відчуттям плину часу, його незворотності і руйнівності. Аби добре втримати в пам'яті події і людей, з якими того зіштовхнула доля в Італії, почав створювати портрети митців. Завдяки йому збережені чи не єдині портретні зображення низки майстрів товариства «Перелітні птахи», серед яких Пітер ван Лар, Клод Лоррен та інші. Чомусь ніхто не поспішав створити портретну галерею членів товариства. Саме він залишив документально точні спогади про товариство під час свого перебування в Римі.
Списки художників, що входили в товариство «Перелітні птахи» почав створювати і художник Вінсент ван де Вінне (1628–1702). Сина художника Лоренса відвідав гравер і історіограф Арнольд Гаубракен. Лоренс ван де Вінне радився з батьком і зберіг його архів. Гаубракен переніс його звістки (і списки) до власного твору з життєписами нідерландських митців.

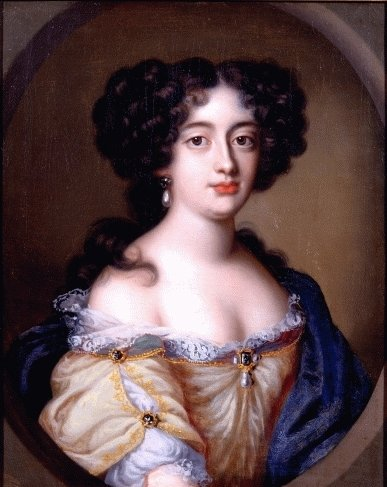
Якоб Фердинанд Фут. «Гортензія Манчіні», 1675

- Корнеліс ван Пуленбург (1594–1667)
- Леонард Брамер (1596–1674)
- Ян ван Бейлерт (1597—1671)
- Бартоломеус Бренберг (1598–1657)
- Пітер ван Лар (1599–1642)
- Вейбрант де Гест старший (1592–1660)
- Паулюс Бор (1601–1669)
- Воутер Крабет молодший (1594–1644)
- Дірк ван Бабюрен (1594–1624)
- Ян Асселейн (бл. 1615–1652)
- Гендрік Моммерс (бл. 1623–1693)
- Йоахим фон Зандрарт (1606–1688)
- Пітер Мулір молодший (П'єтро Темпеста, 1637-1701)
- Ян Франс ван Блумен (1662–1749)
- Норберт ван Блумен (1670–1746)
- Пітер ван Блумен (1657–1720)
- Валантен де Булонь (1591–1632)
- Ніколо Реньєрі (1591–1667)
- Леонард Брамер (1596–1674)
- Самюел ван Гоґстратен (1627–1678)
- Віллем Габрон (1619–1678)
- Ян Фейт (1611–1661)
- Йоган Лісс (1597–1631)
- Ян Міль (1599–1653)
- Віллем Схеллинкс (1627–1678)
- Йоган Шенфельд (Йоган Генріх Шенфельд 1609–1684)
- Ян Баптист Венікс (1621–1661)
- Каспар ван Віттель (Гаспаро Ванвітеллі 1653–1736)
- Отто Марсеус ван Скрик (1619–1678)
- Корнеліс Схют (1597–1655)
- Матіас Вітхос (1627–1703)
- Якоб Фердинанд Фут (1639–1700)
- Філіп Петер Руз (1657–1706)
- Корнеліс де Брейн (1652–1727)
- Ісаак де Мушерон (1667–1744)
- Франц ван Босвіт (1635–1692), скульптор
- Корнеліс Блумарт (1603–1692), гравер
- Ян Бокгорст (1604–1668)
- Луїс Кузен (бл. 1605–1667)
- Гендрік Франс ван Лінт (1684–1753), пейзажист
- Теодор Вількенс (1690–1748)

## Вибрані портрети представників товариства

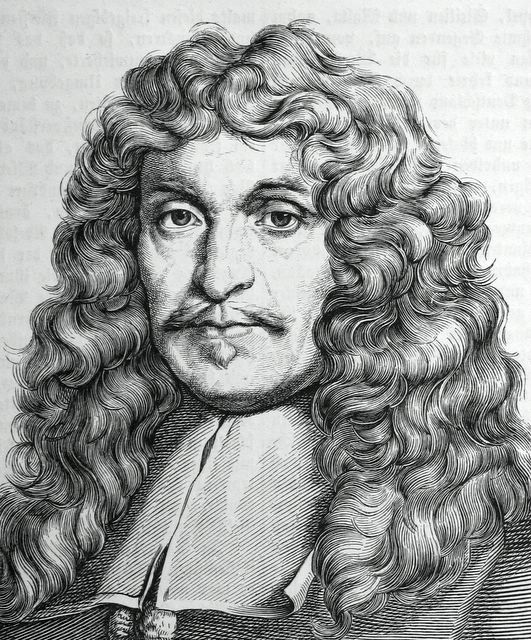
Йоахим Зандрарт, гравюра
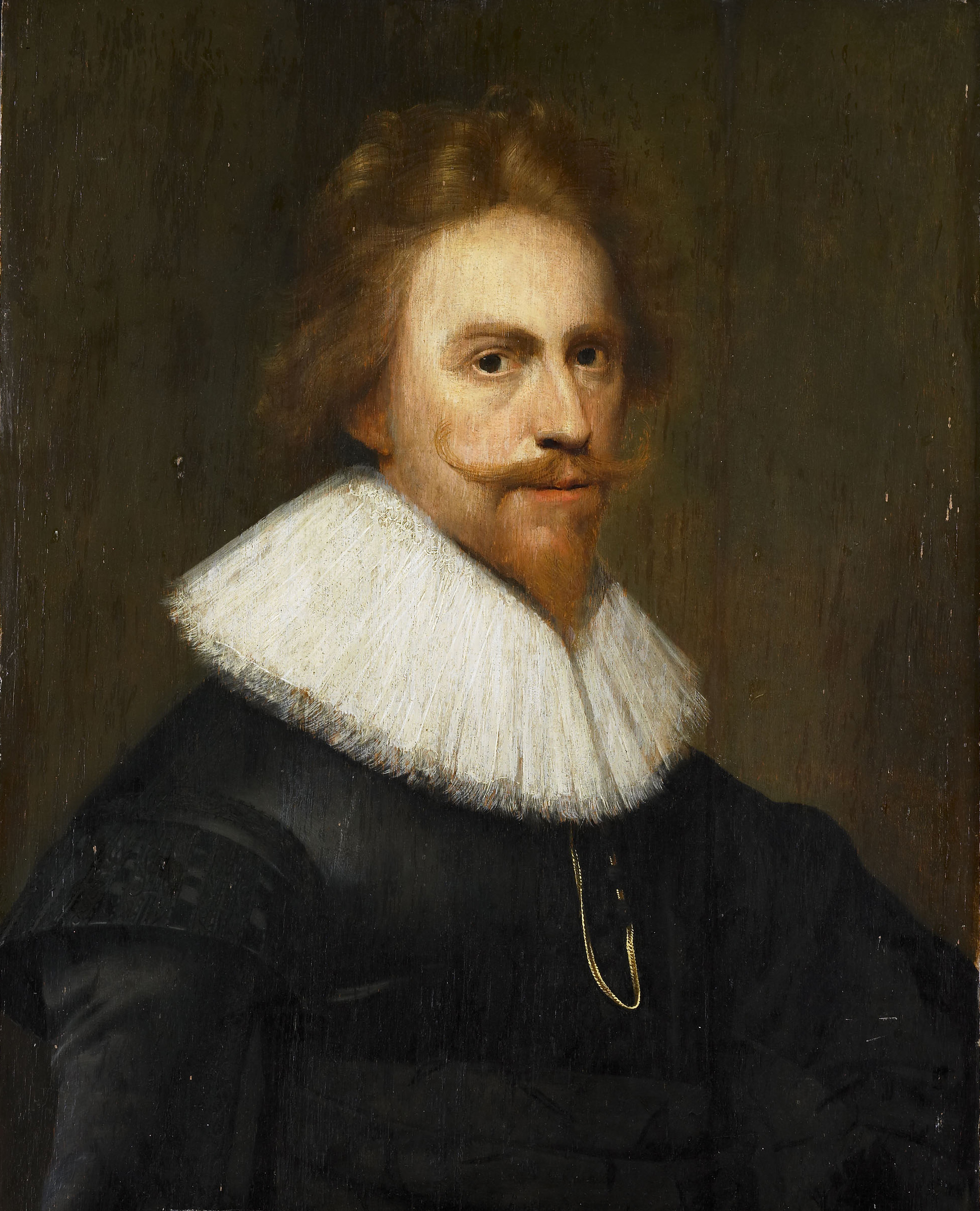
Вейбрант де Гест старший, автопортрет.
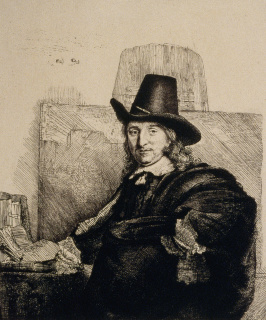
Ян Асселейн, портрет роботи Рембрандта, 1647 р.
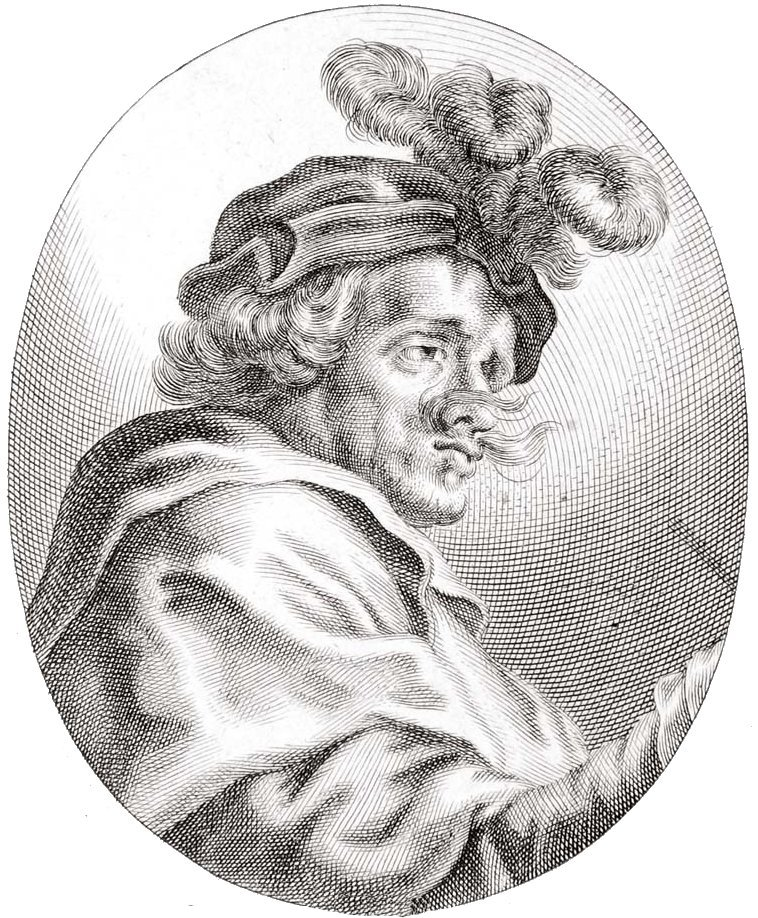
Пітер ван Лар, гравюра
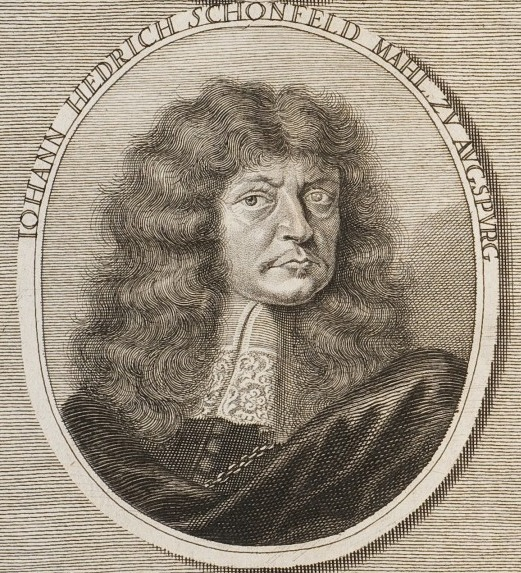
Йоган Шенфельд, графічний портрет 1683 р.
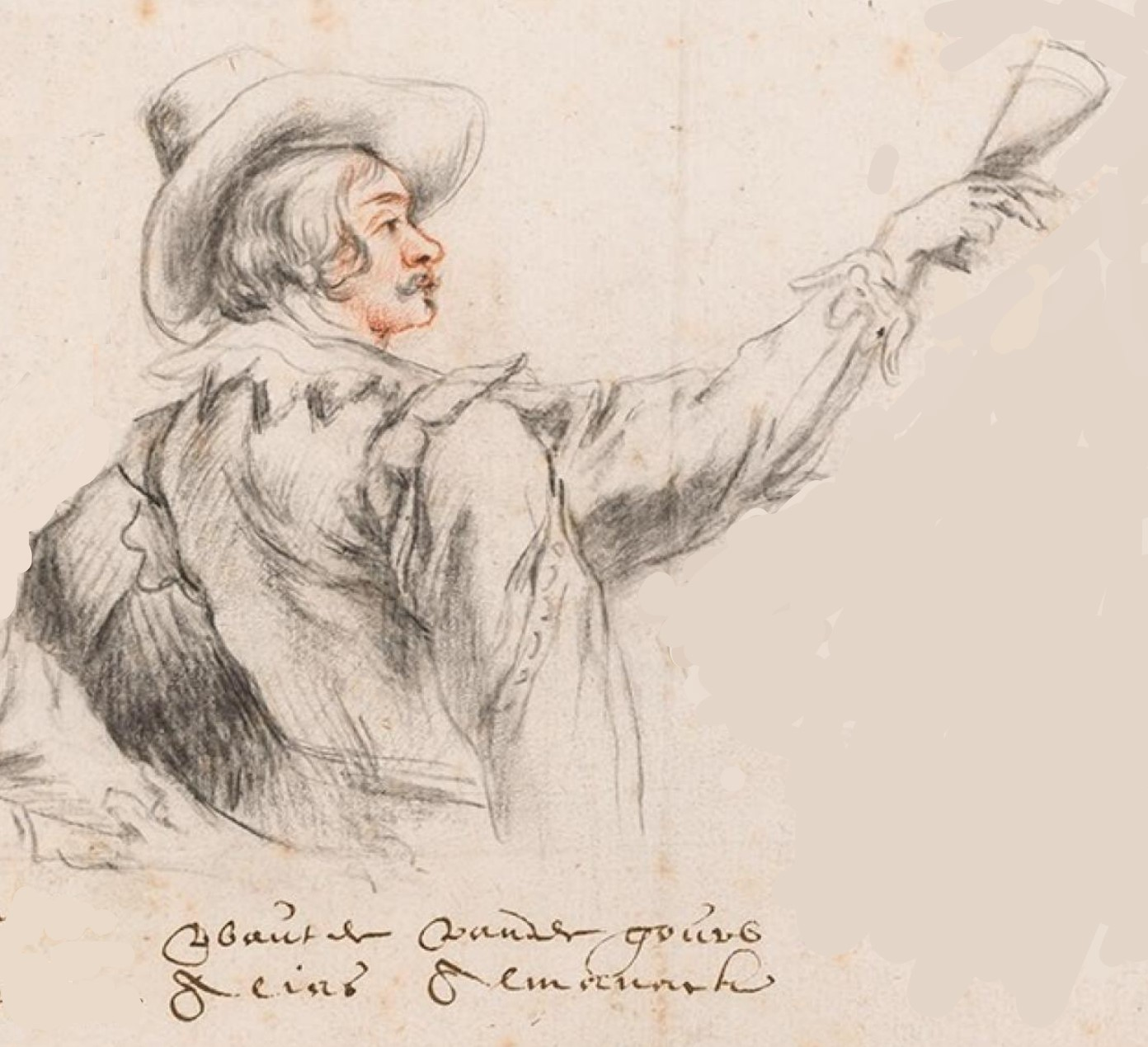
Воутер Крабет молодший, малюнок
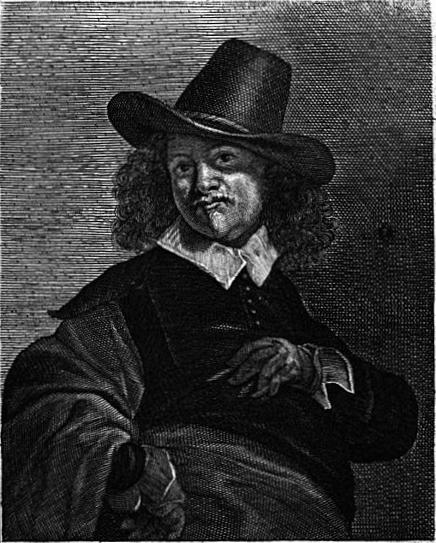
Леонард Брамер, гравюра
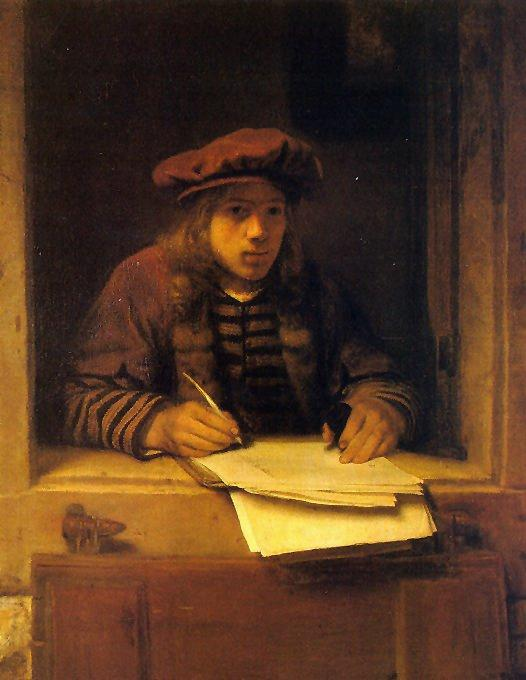
Самуель ван Хогстратен
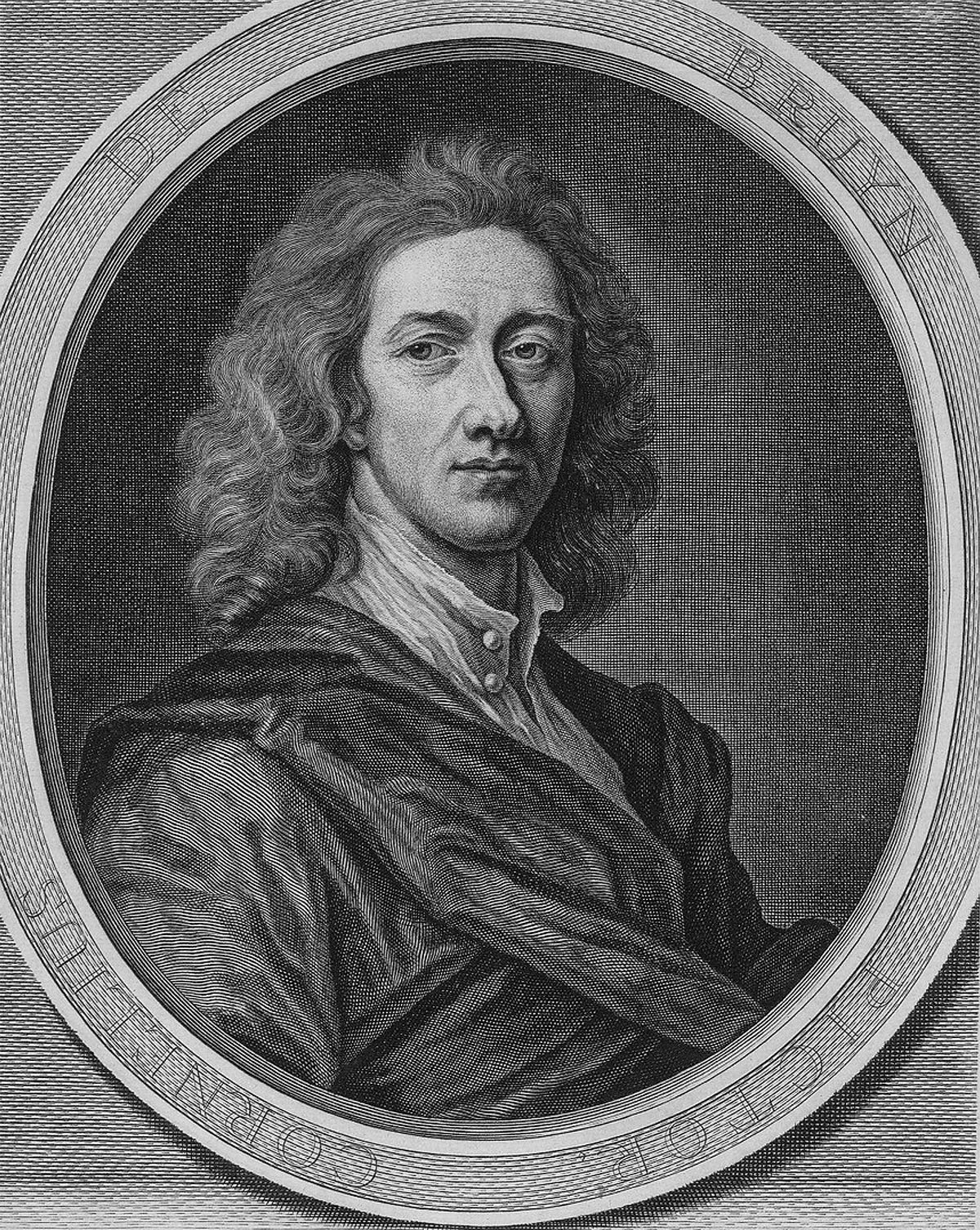
Корнеліс де Брейн
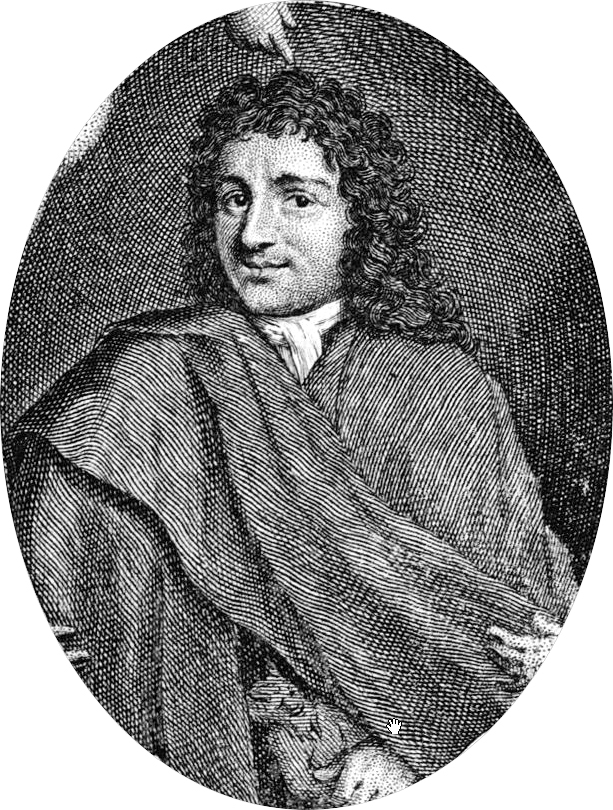
Франц ван Босвіт, скульптор по слоновій кістці

## Вибрані твори митців «Перелітних птахів»

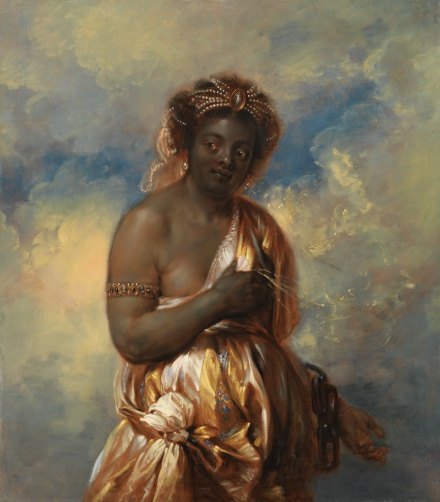
Ян Бокгорст. «Алегорія Африки», серія «Різні континенти».
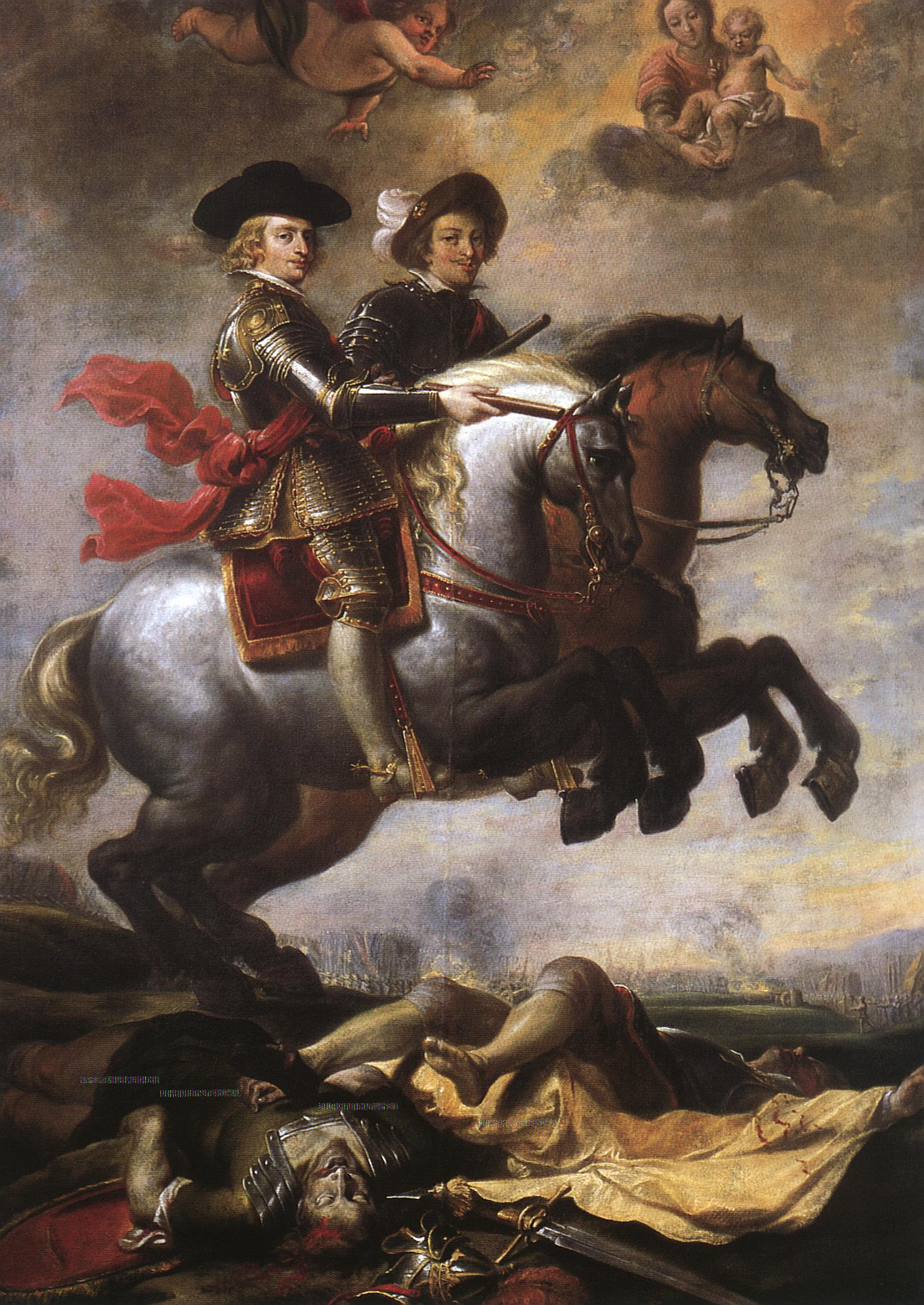
Корнеліс Схют. «Подвійний кінний портрет і перемога іспанців у баталії під Нордлінгеном», Гент
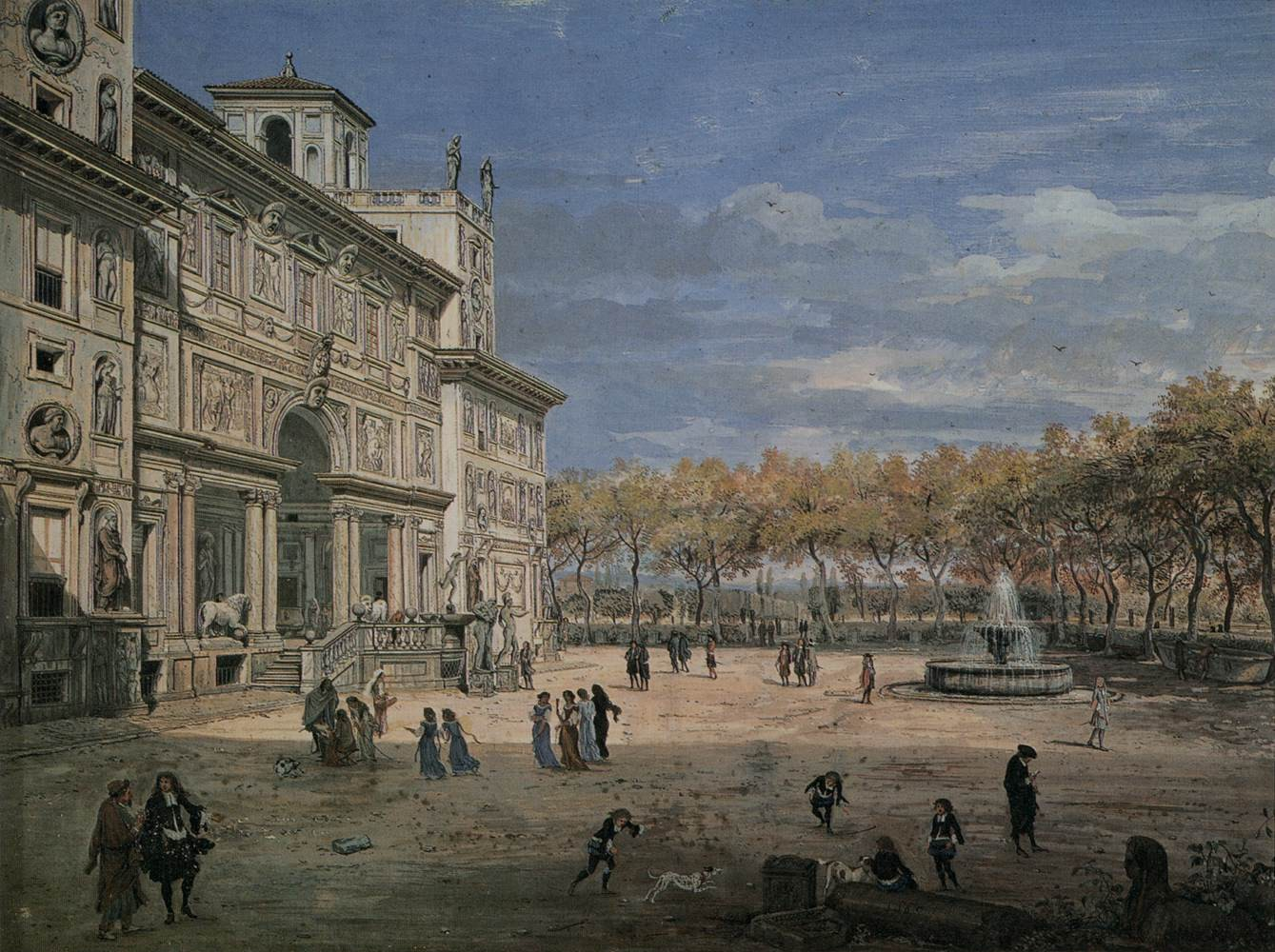
Каспар ван Віттель. «Вілла Медичі, фасад у сад»,1685, Палаццо Пітті, Флоренція
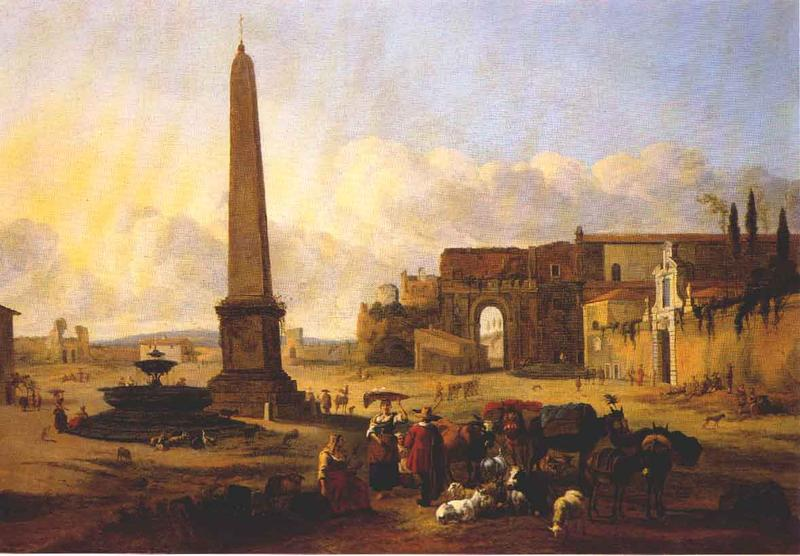
Гендрік Моммерс, «Пьяцца дель Пополо, Рим».
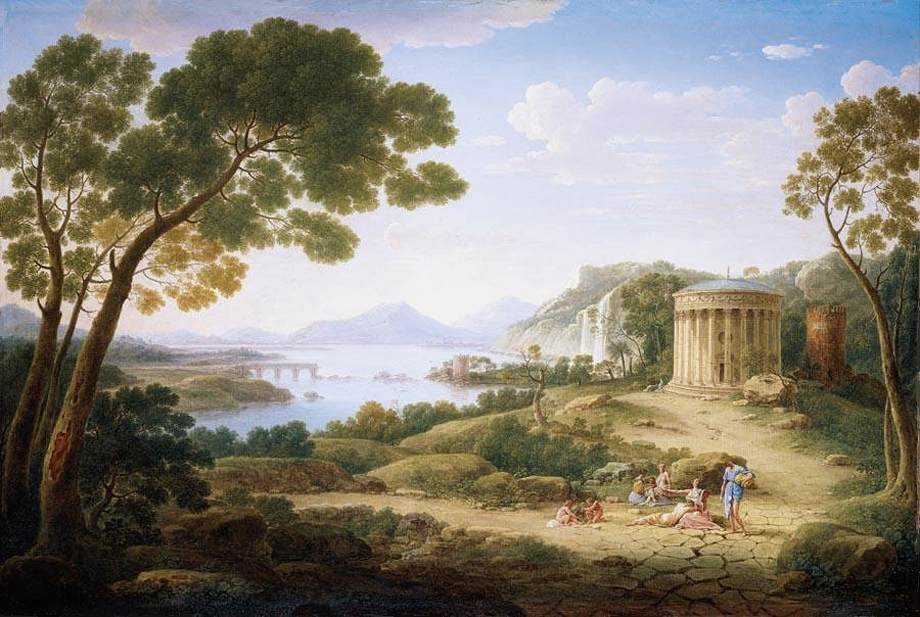
Гендрік Франс ван Лінт. «Фантазійний пейзаж з ротондою», 1749 р., приватна збірка
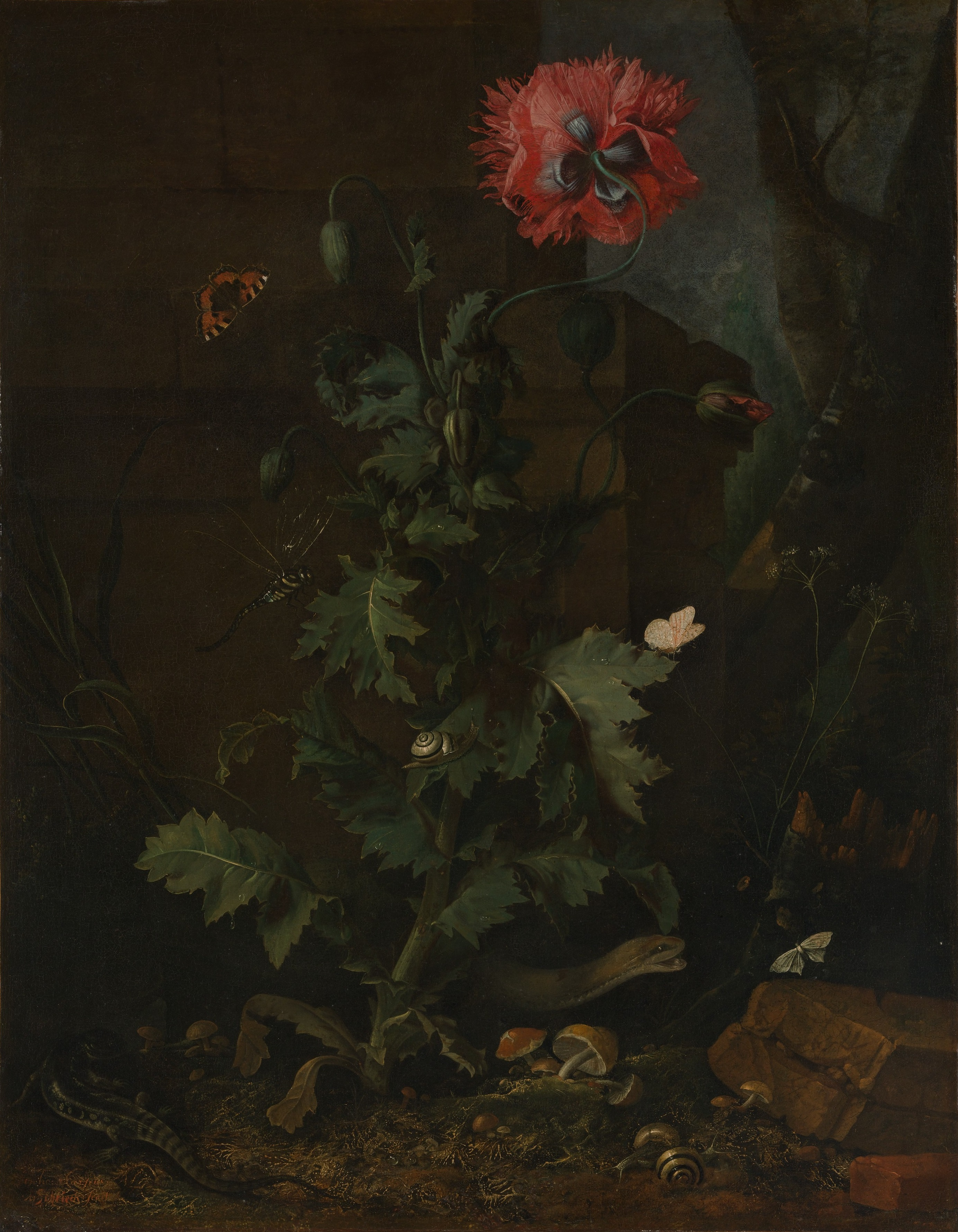
Отто Марсеус ван Скрик, « Мак і ящірка», 1670, Музей мистецтва Метрополітен
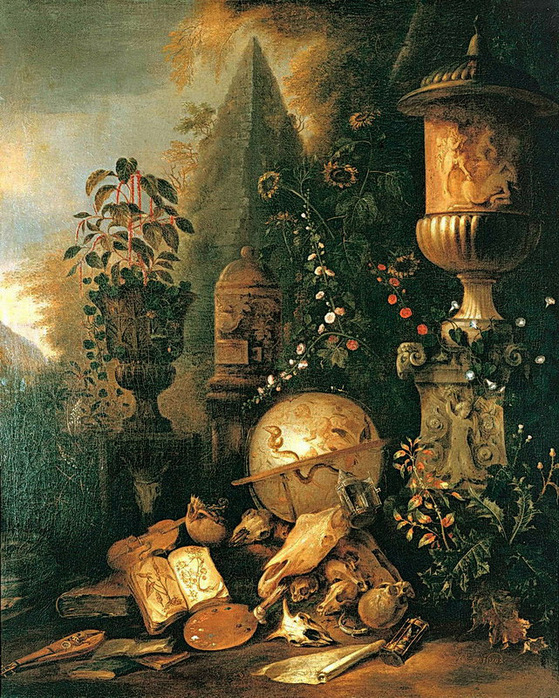
Матіас Вітхос. «Марнота марнот», Музей образотворчих мистецтв імені Пушкіна, Москва
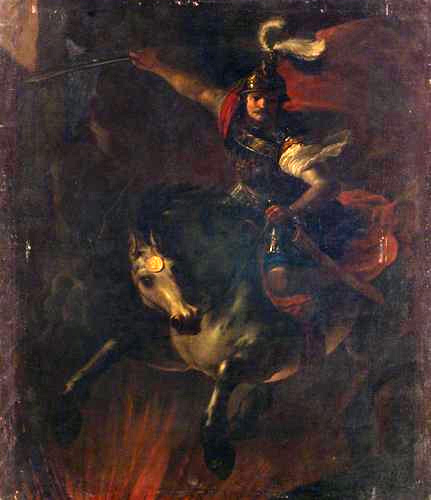
Йоган Генріх Шенфельд. «Героїча смерть Марка Курция», 1655, Музей історії мистецтв, Відень
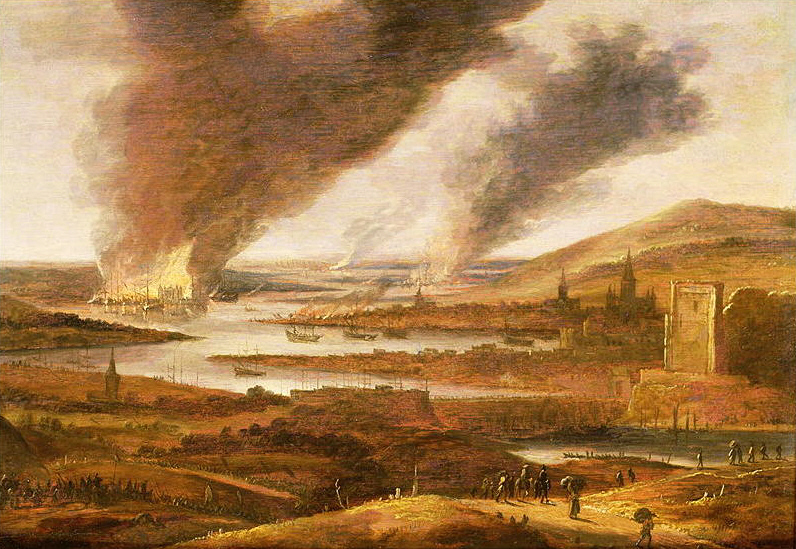
Віллем Схеллинкс. «Навала голландців на Мідуей у 1667 р.», 1668, Кент, Велика Британія
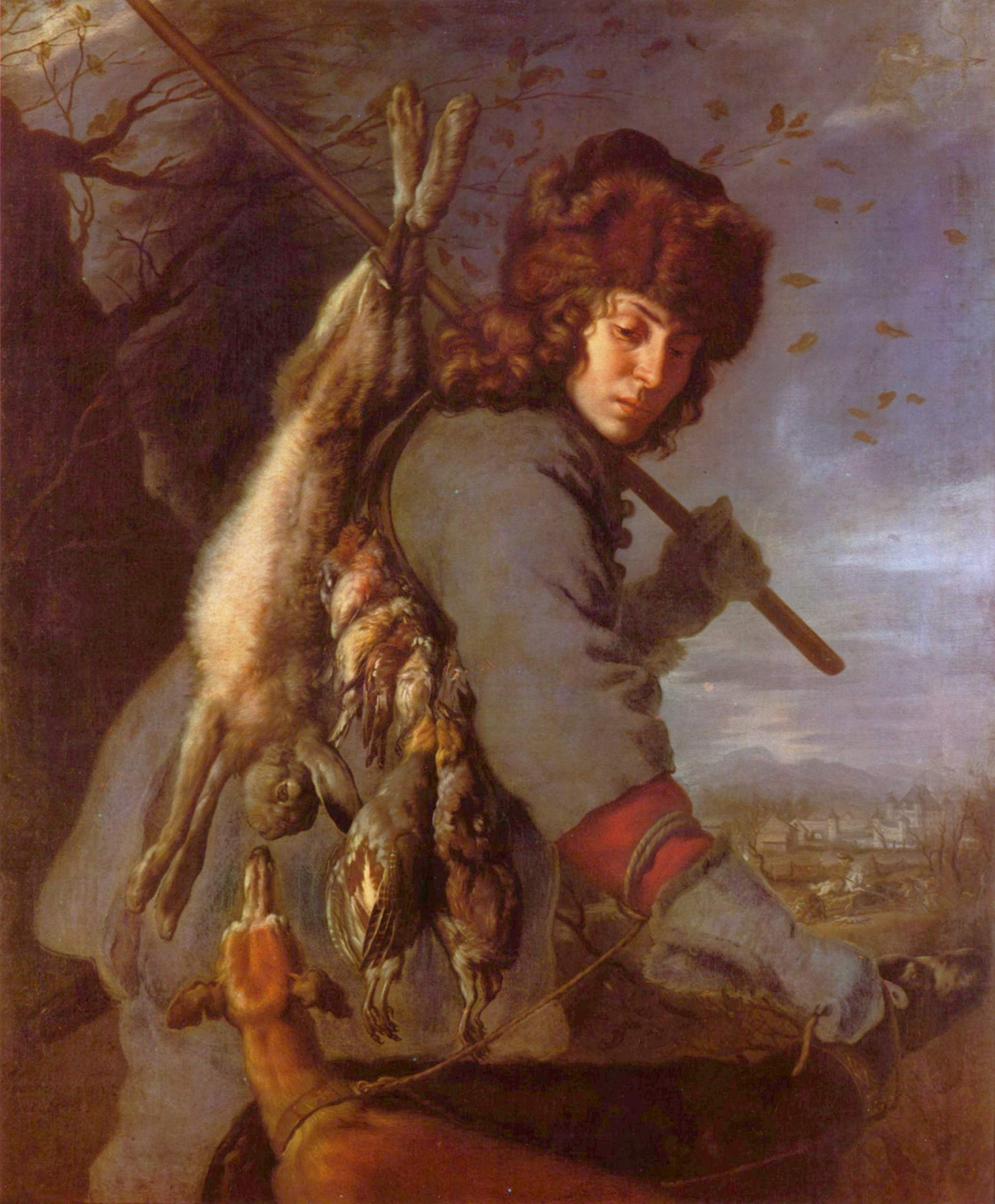
Йоахим фон Зандрарт. «Алегорія Листопада», 1643, Мюнхен
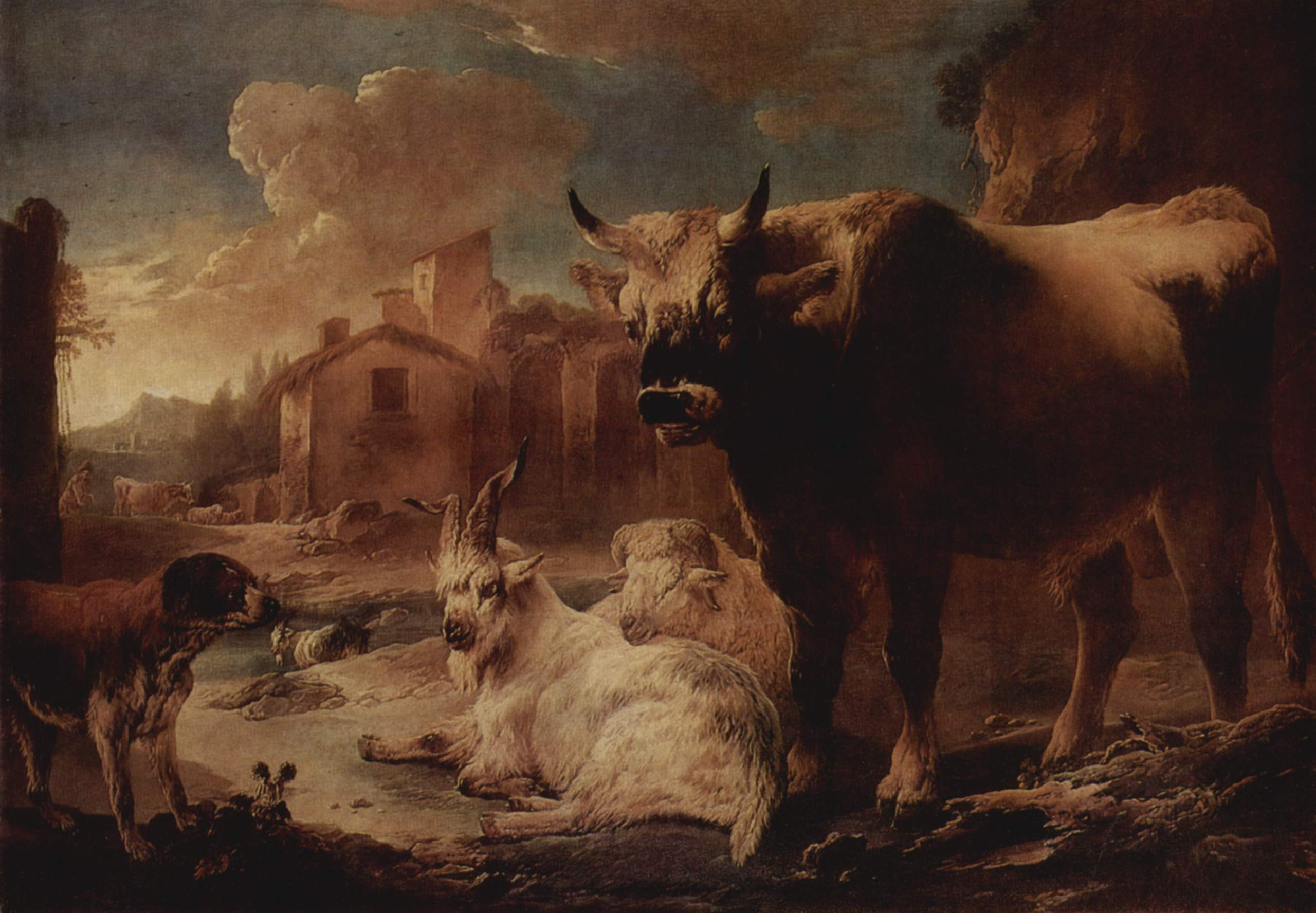
Філіп Петер Руз. «Пейзаж і тварини», Ермітаж, Санкт-Петербург
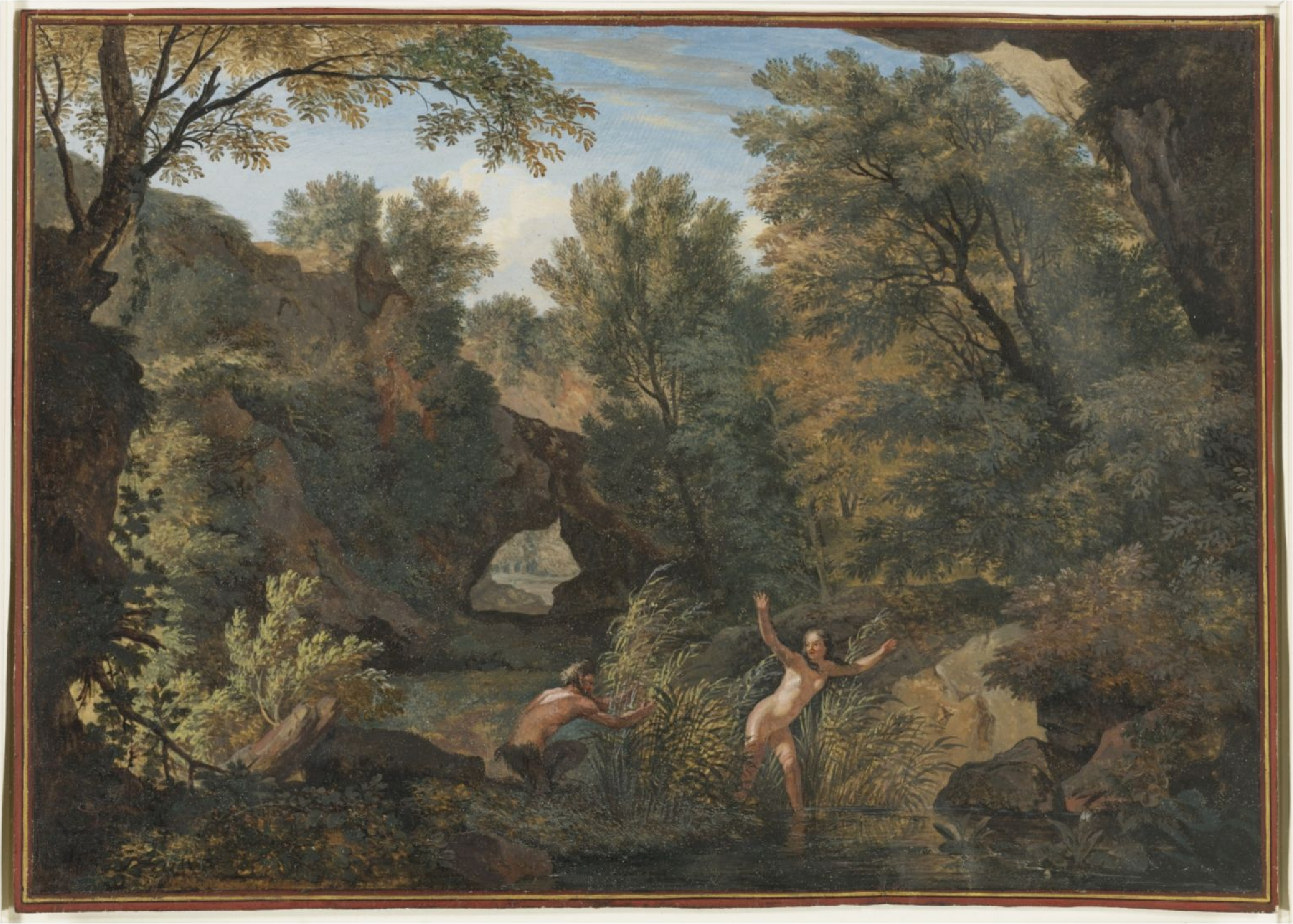
Исаак де Мушерон. «Пейзаж з сатиром та німфою»
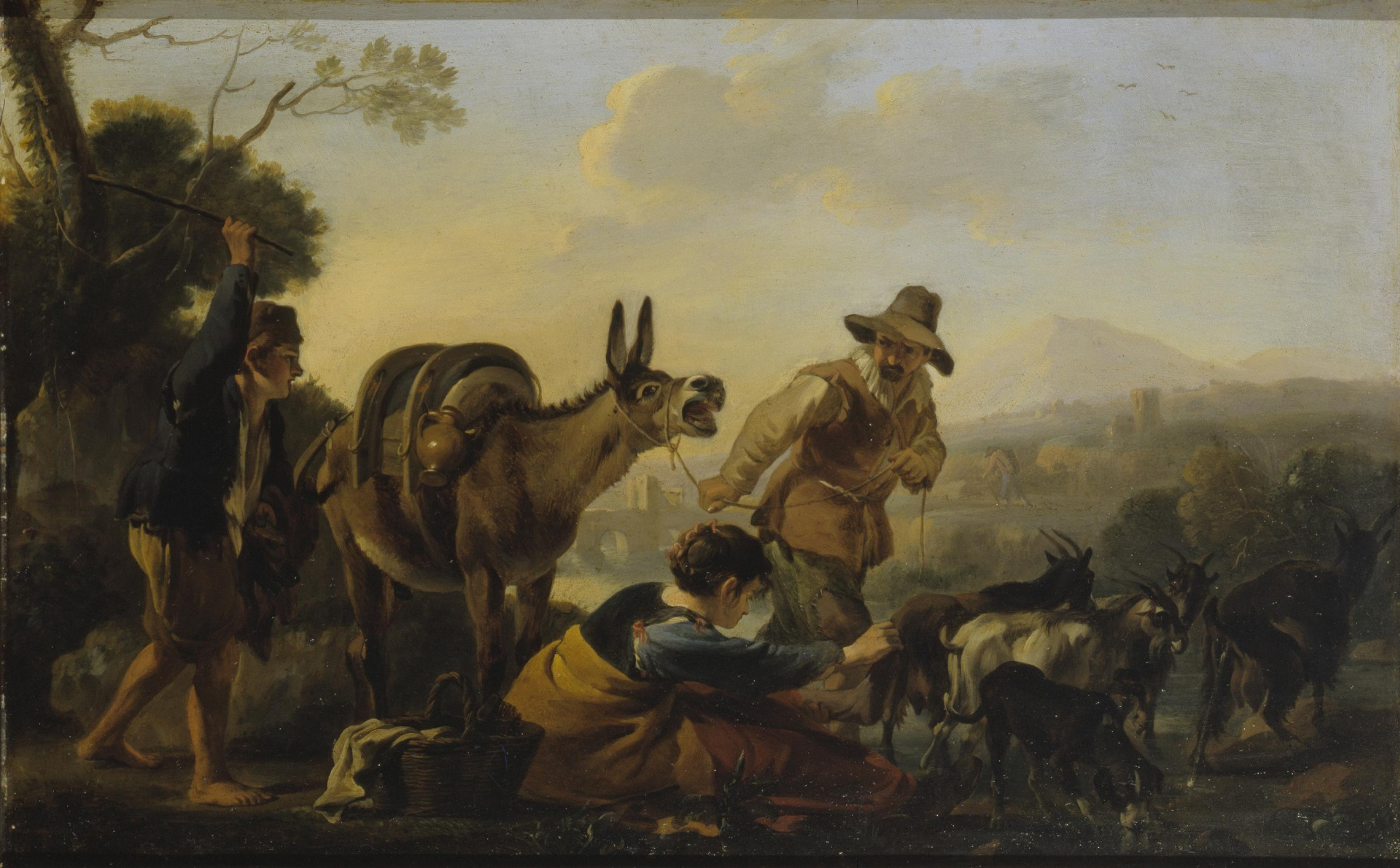
Ян Міль, Жанрова сцена, Ермітаж, Санкт-Петербург
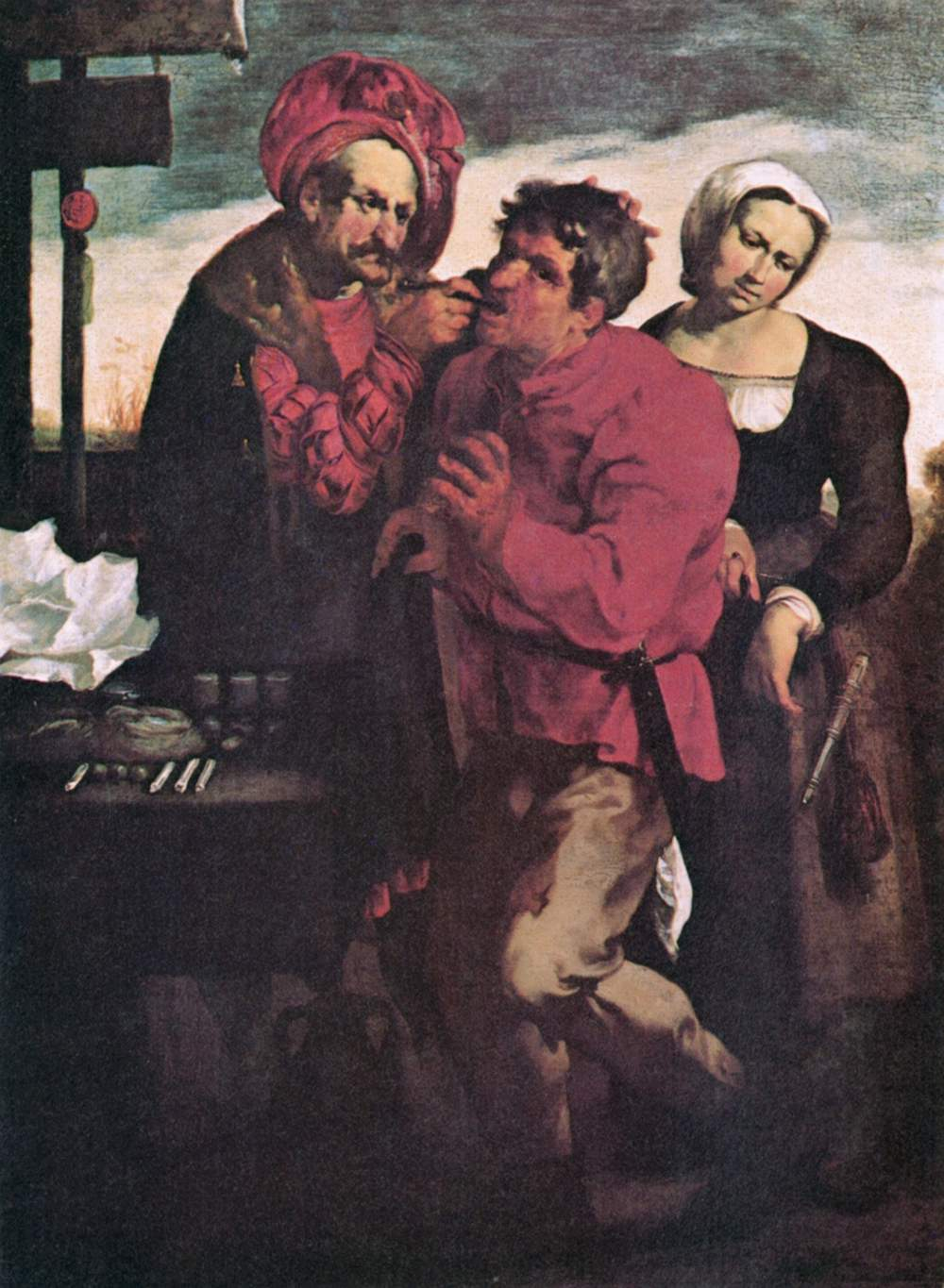
Йоган Лісс. «Видалення зуба», Кунстхалле, Бремен
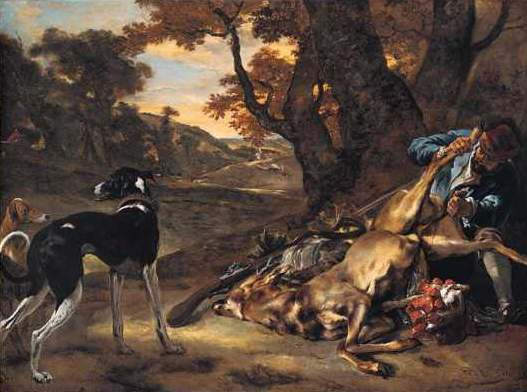
Ян Баптист Венікс. «Мисливець ріже впольованого оленя», Національна галерея (Лондон)
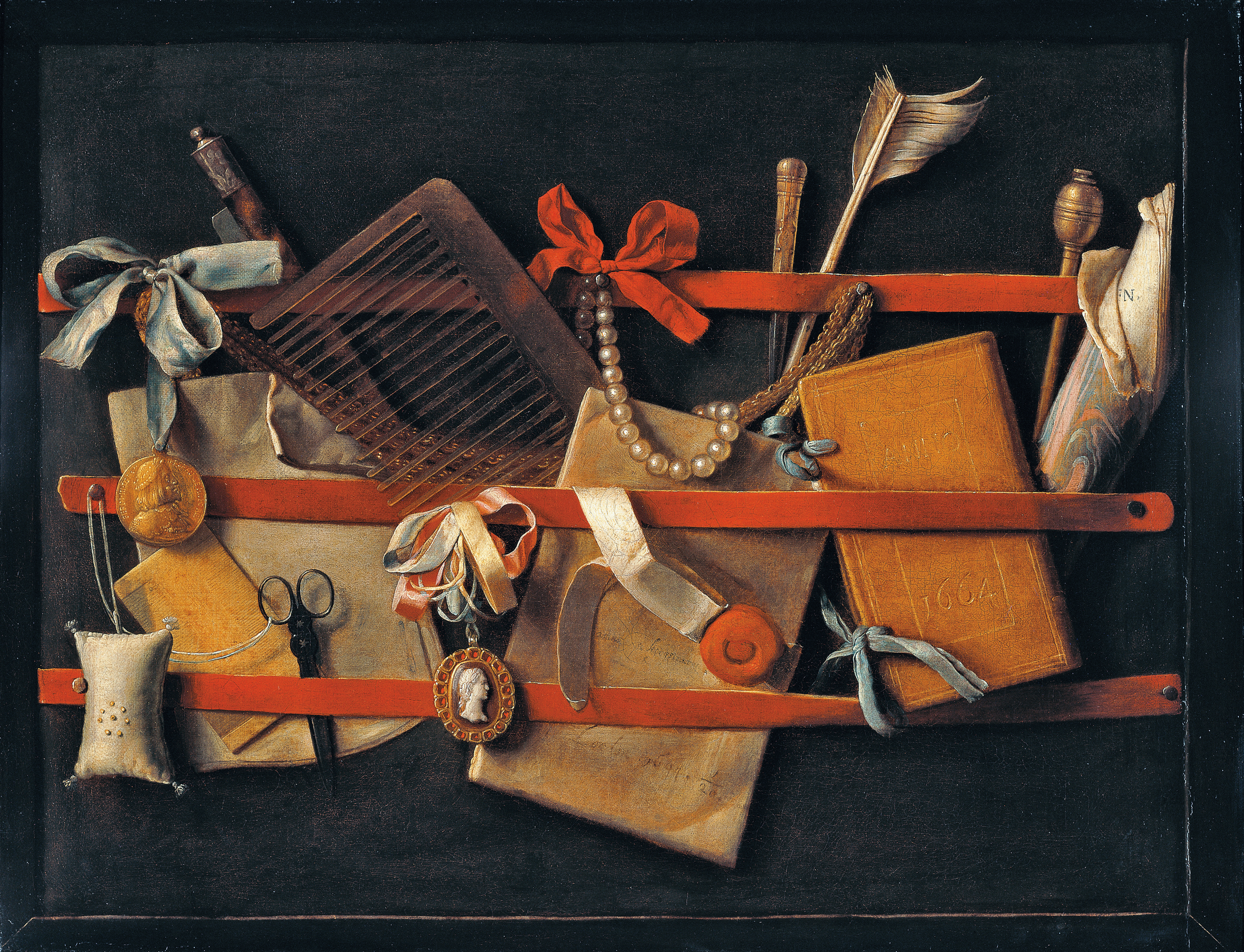
Самуель ван Хогстратен. Натюрморт - оманка, 1664, Музей, Дордрехт.
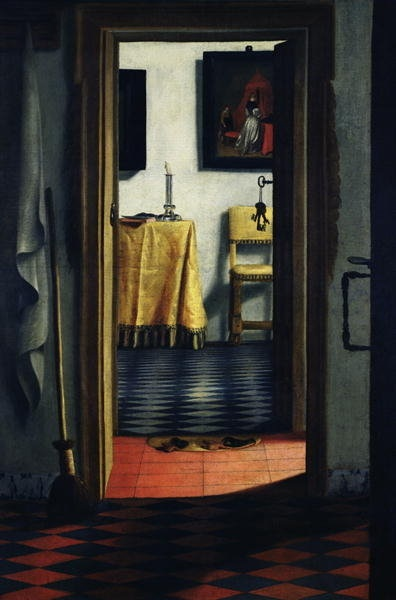
Самуель ван Хогстратен. «Коридор», Лувр, Париж.
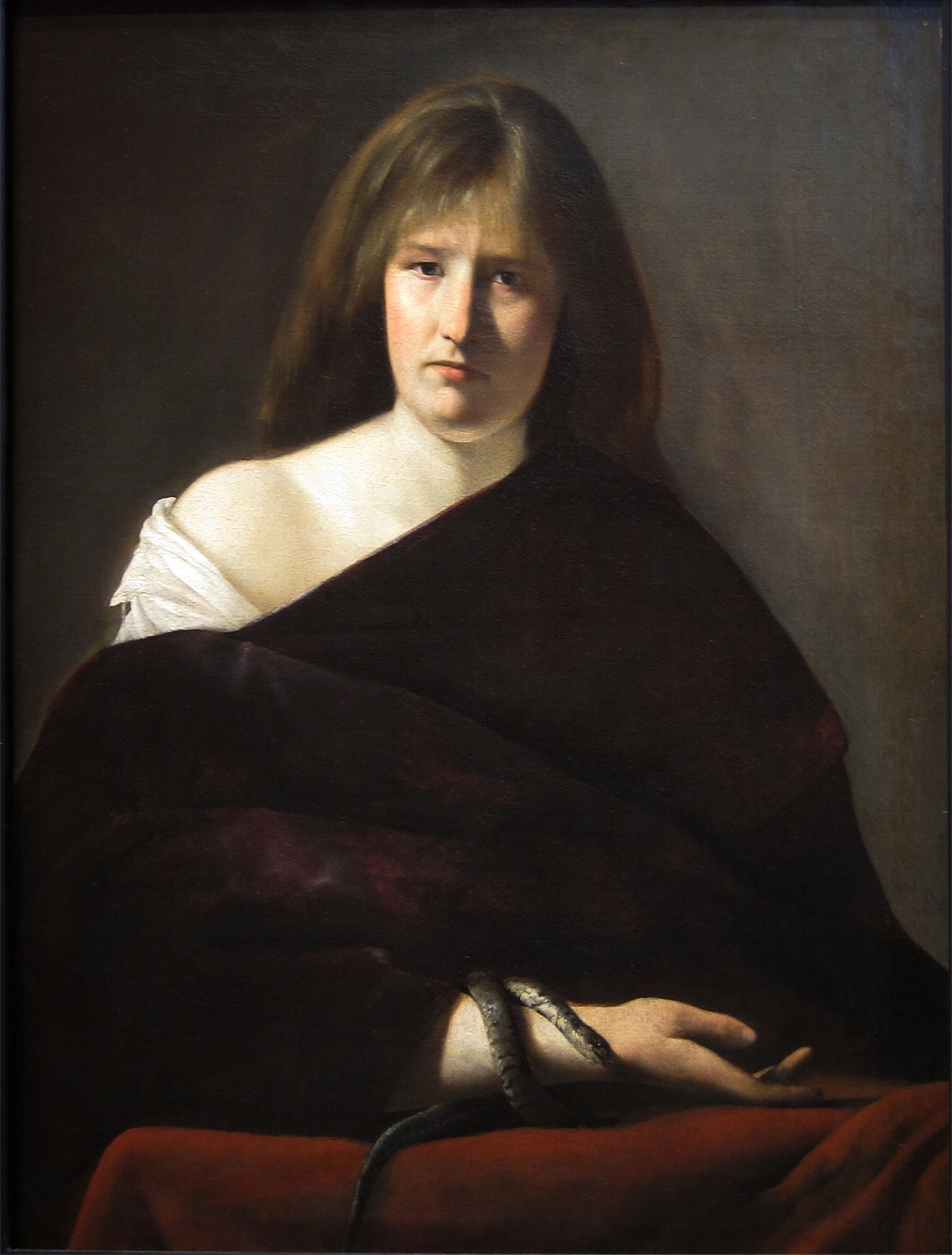
Паулюс Бор. «Алегорі Логіки», бл. 1633.
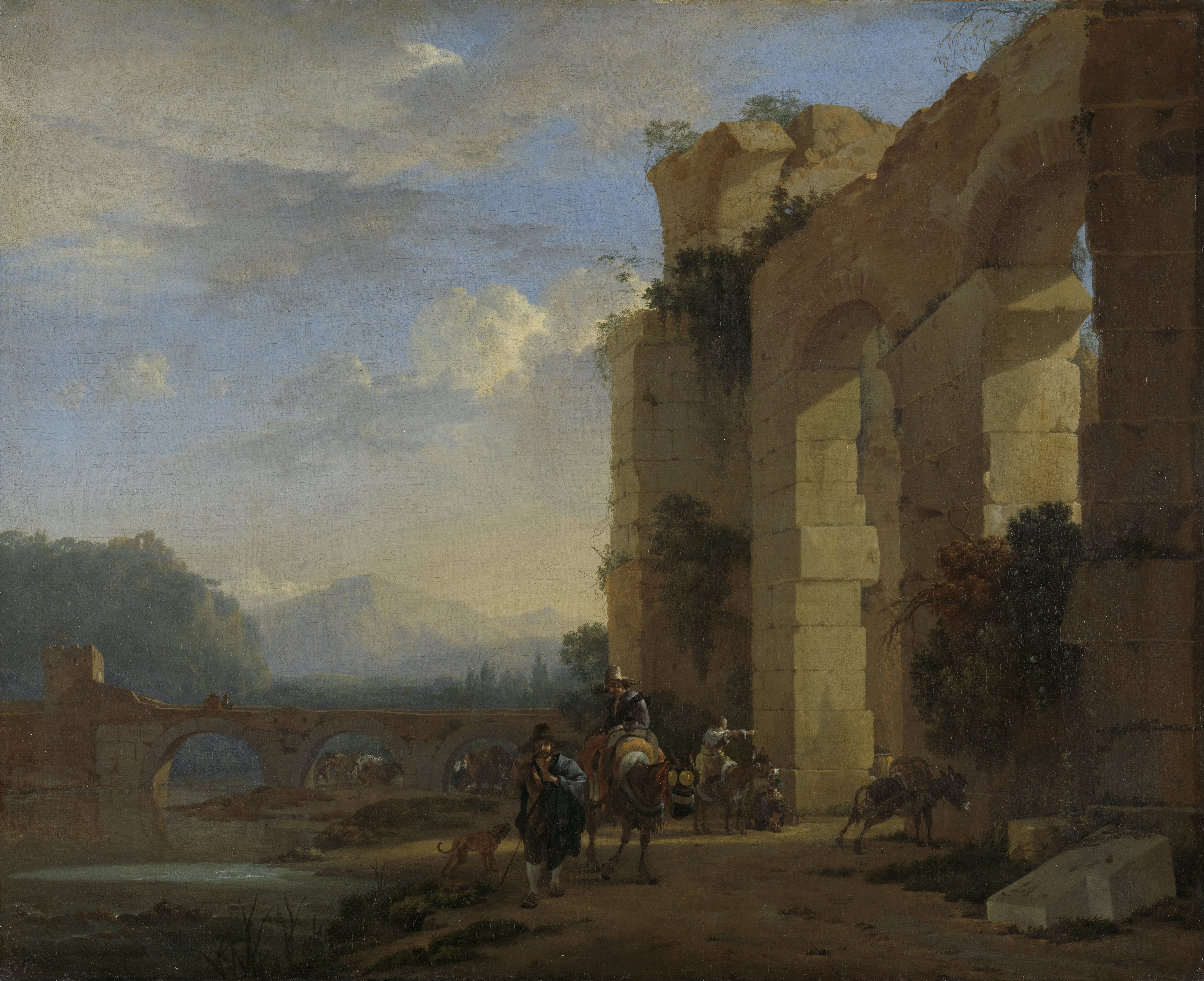
Ян Асселейн. «Італійський пейзаж з руїнами римського мосту», бл. 1650, Державний музей (Амстердам)
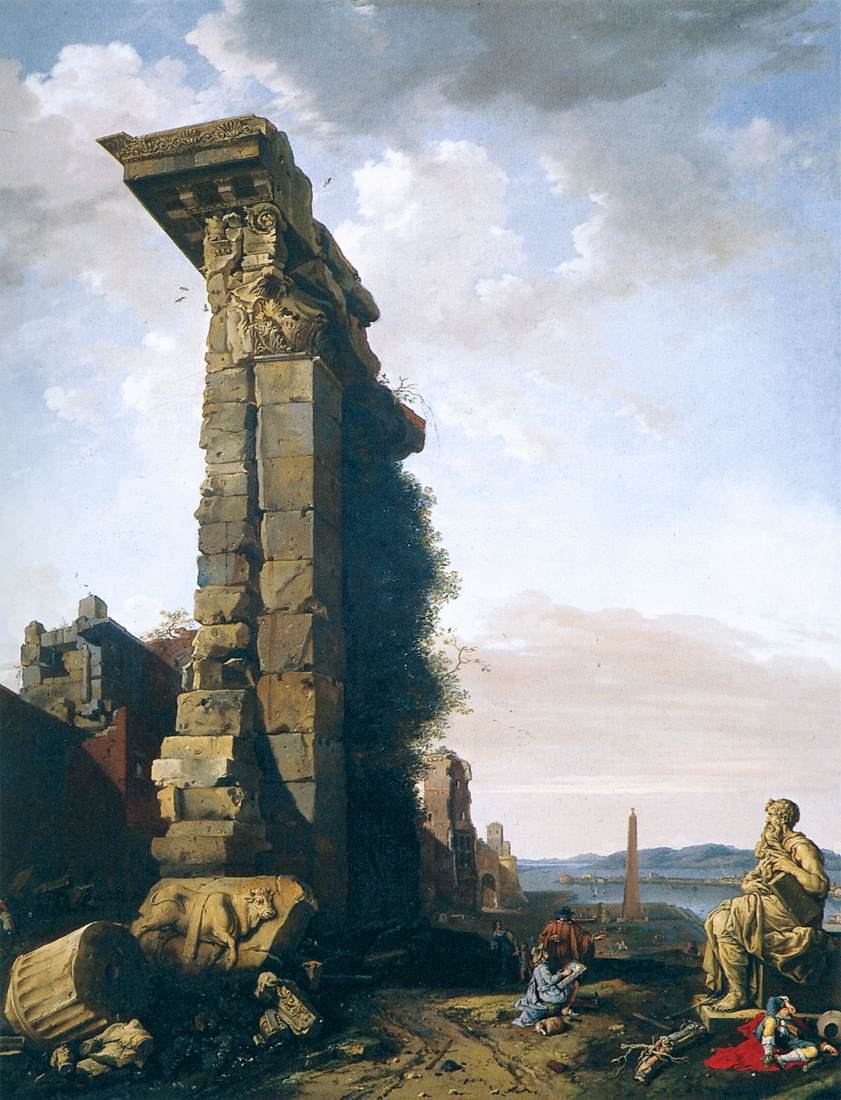
Бартоломеус Бренберг.«Вигаданий пейзаж з руїнами, художниками, що малюють скульптуру і портом». Музей Тиссена-Борнемісса, Мадрид
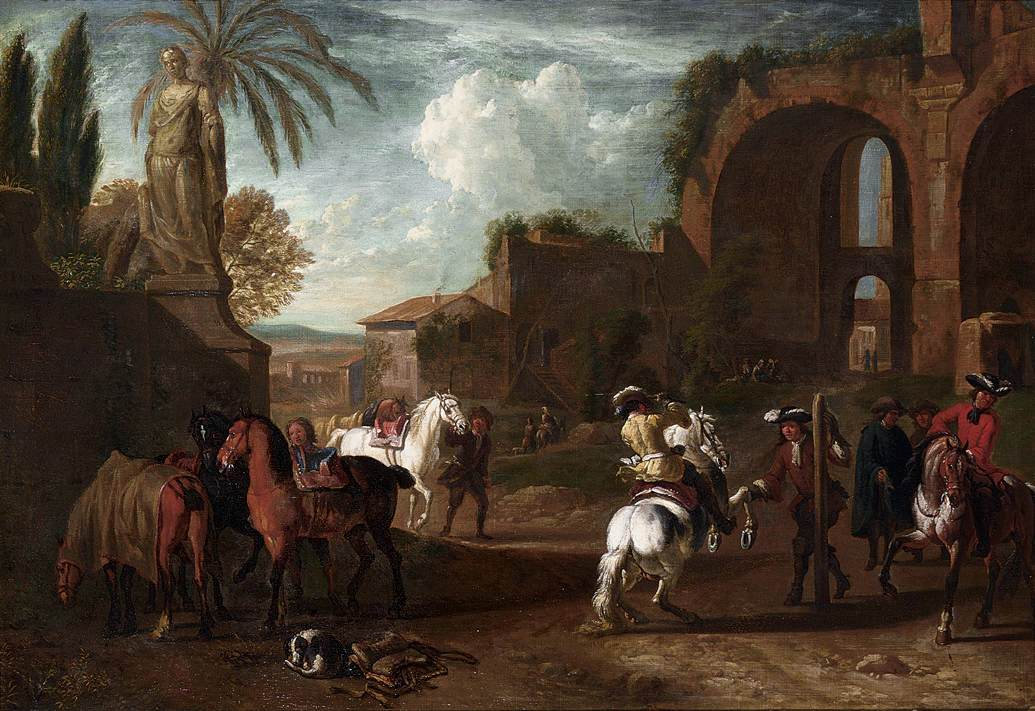
Пітер ван Блумен. «Школа вершників біля руїн», 1700, прив. збірка.
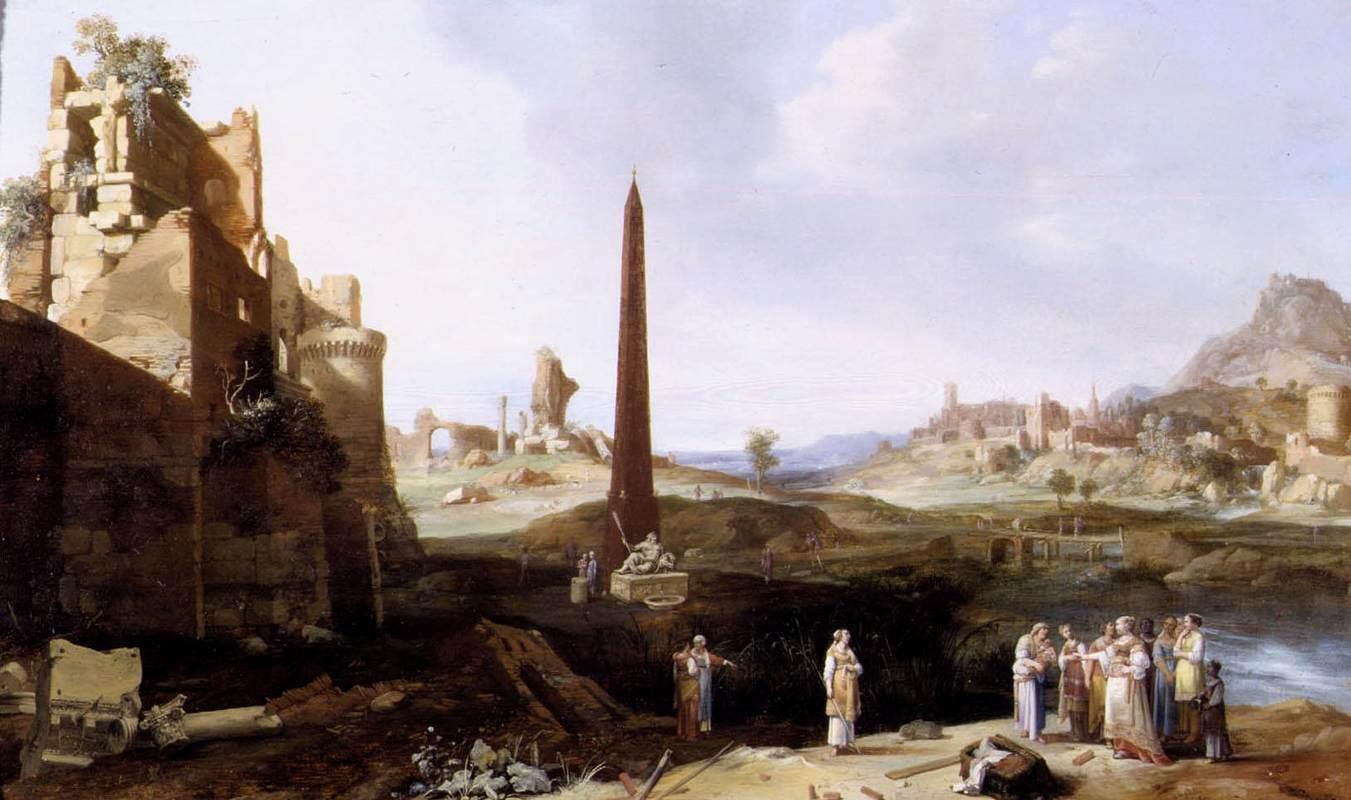
Бартоломеус Бренберг.«Знайдення Мойсея», 1639, прив. збірка
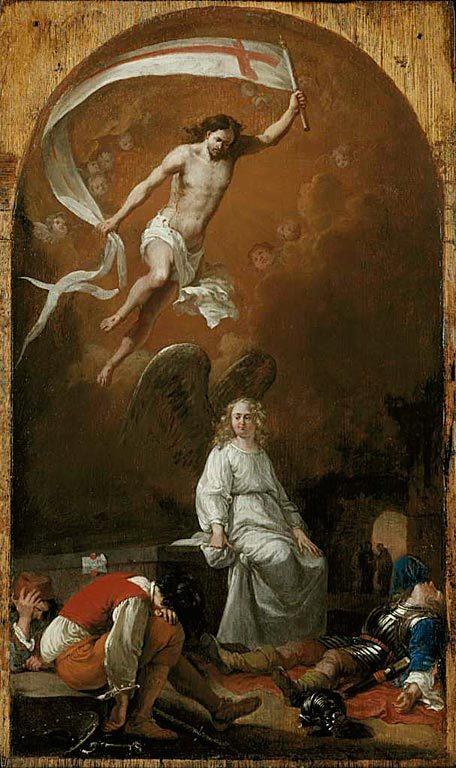
Бартоломеус Бренберг. «Преображення Господнє», 1635

## Джерела

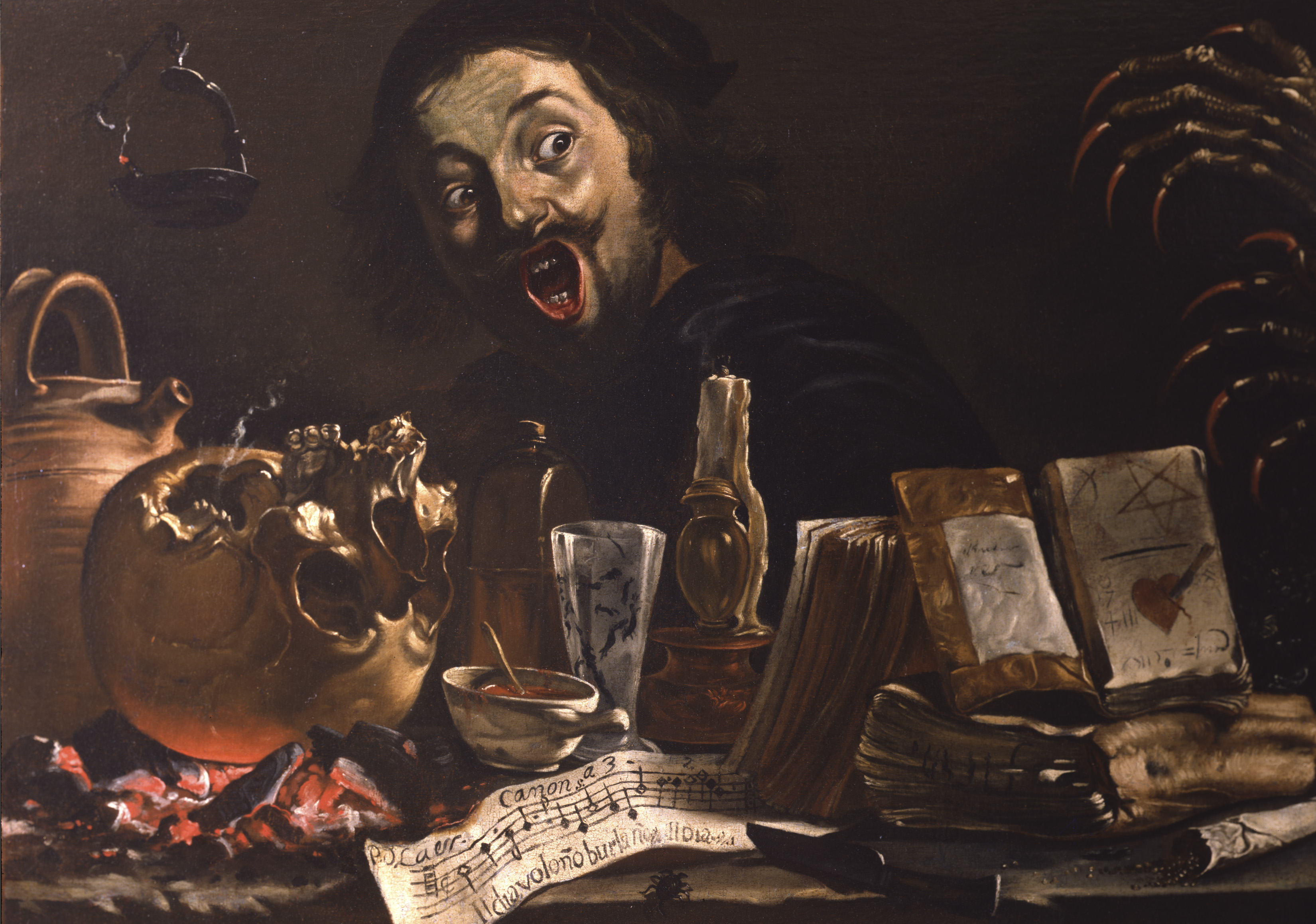
Пітер ван Лар. " Художник і Смерть ", 1639, Нью-Йорк, прив. збірка